# Bundesautobahn 9
Die Bundesautobahn 9 (Abkürzung: BAB 9) – Kurzform: Autobahn 9 (Abkürzung: A 9) – ist eine deutsche Autobahn, die in Nord-Süd-Richtung verläuft und die Millionenstädte Berlin und München miteinander verbindet. Sie beginnt am Berliner Ring und bindet die Großstädte Halle (Saale), Leipzig, Nürnberg und Ingolstadt an, ehe sie im Münchner Stadtteil Schwabing in den Mittleren Ring mündet. Mit 530 Kilometern Gesamtlänge ist sie eine der längsten Autobahnen in Deutschland.
Die Strecke wurde im Wesentlichen schon in den 1930er Jahren zur Zeit des Nationalsozialismus als Reichsautobahn gebaut und stellte nach der Teilung Deutschlands eine der Transitstrecken von Westdeutschland nach West-Berlin dar. Nach der Wiedervereinigung 1990 wurde im Zuge des wachsenden Verkehrsaufkommens der größte Teil der Autobahn erneuert.

## Verlauf
Auf dem Weg vom Berliner Ring bis ins Stadtgebiet von München durchquert die BAB 9 die Bundesländer Brandenburg, Sachsen-Anhalt, Sachsen, Thüringen und Bayern. Mit Ausnahme der Hauptfahrbahn im Hermsdorfer Kreuz, des Autobahnkreuzes Nürnberg und des letzten Abschnitts am Autobahnende in München weist sie durchgehend mindestens drei Fahrspuren pro Richtung auf.
Die Autobahn nimmt ihren Anfang am Autobahndreieck Potsdam, das sich rund 45 km südwestlich der Berliner Innenstadt bei Ferch befindet, wo sie von der BAB 10 (Berliner Ring) abzweigt. Seit dem Umbau in den 1990er Jahren bildet die BAB 9 dabei die Verlängerung der aus östlicher Richtung kommenden, sechsstreifigen Hauptfahrbahn der aus östlicher Richtung. Die Strecke ist anfangs von ausgedehnten Kiefernwäldern, wie sie für große Teile Brandenburgs typisch sind, geprägt. Sie führt unmittelbar am Gelände der ehemaligen Beelitzer Lungenheilstätten vorbei, quert in südwestliche Richtung verlaufend das Baruther Urstromtal und erreicht den Fläming, einen waldreichen und relativ niedrigen Höhenzug. Zwischen Niemegk und der Landesgrenze zu Sachsen-Anhalt weist die Trassenführung dabei einen kurvigen und hügeligen Verlauf auf. Über ein kleines Tal führt dabei die denkmalgeschützte Hagenbrücke, eine vollständig aus Klinkersteinen errichtete Bogenbrücke aus der Zeit der Errichtung der Autobahn.
Nach Querung der Grenze zu Sachsen-Anhalt folgen einige weitere Kilometer schnurgerader Strecke durch den bewaldeten Fläming, ehe bei Coswig die weitläufige Auenlandschaft beiderseits der Elbe erreicht ist. Der Fluss wird bei Vockerode überquert und die Stadt Dessau angebunden, sowie die Mulde überbrückt. Nach Durchquerung der Mosigkauer Heide folgt ein über mehrere Kilometer schnurgerader Verlauf nach Süden an Bitterfeld-Wolfen vorbei. Schon bei der Streckenplanung in den 1930er Jahren wurde dieses Autobahnteilstück als Rennstrecke für Geschwindigkeitsrekordfahrten konzipiert. Über die B 100 besteht eine wichtige Ost-West-Verbindung, die auch die Stadt Halle (Saale) anschließt. Es folgt ein Verlauf unmittelbar entlang der Landesgrenze zwischen den Bundesländern Sachsen-Anhalt und Sachsen, bis schließlich für einige Kilometer sächsisches Gebiet erreicht ist. Am Schkeuditzer Kreuz trifft die BAB 9 auf die BAB 14 und bildet von dort an zusammen mit dieser, der BAB 38 und der BAB 143 einen doppelten Autobahnring um die Städte Halle und Leipzig (Mitteldeutsche Schleife). Unmittelbar benachbart zum Autobahnkreuz befindet sich der Flughafen Leipzig/Halle.

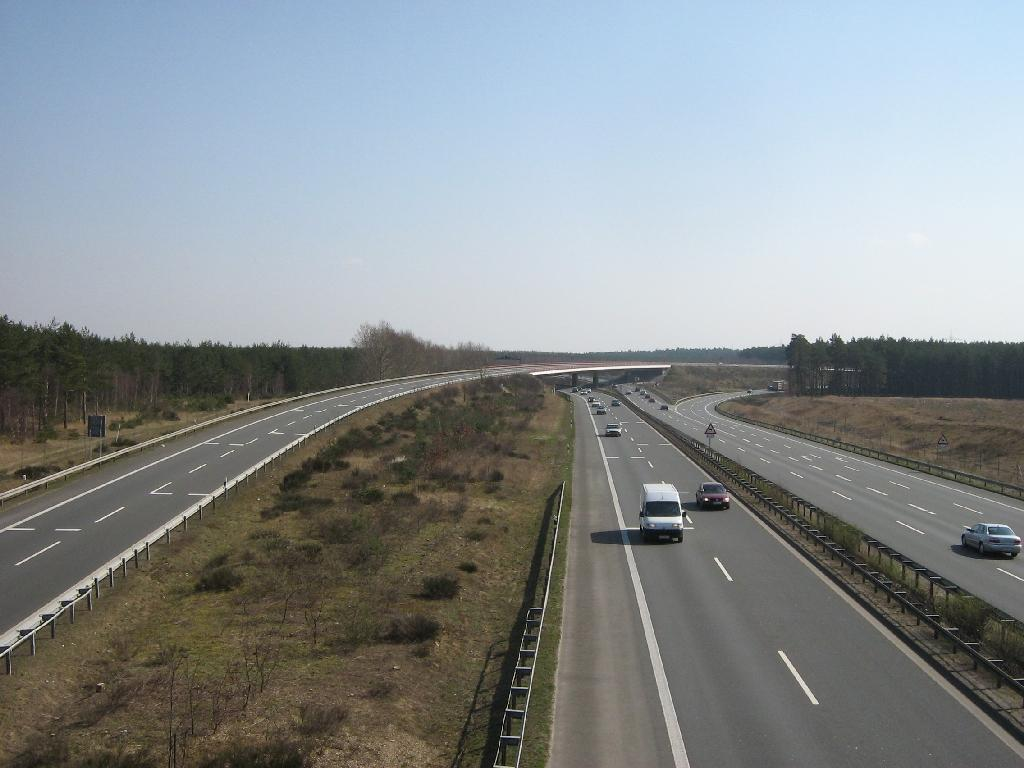
Autobahnbeginn am Dreieck Potsdam
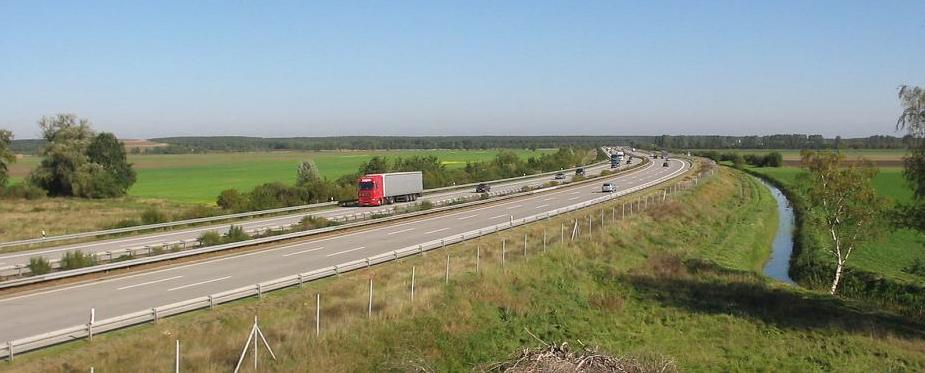
Im Baruther Urstromtal zwischen Berlin und Dessau
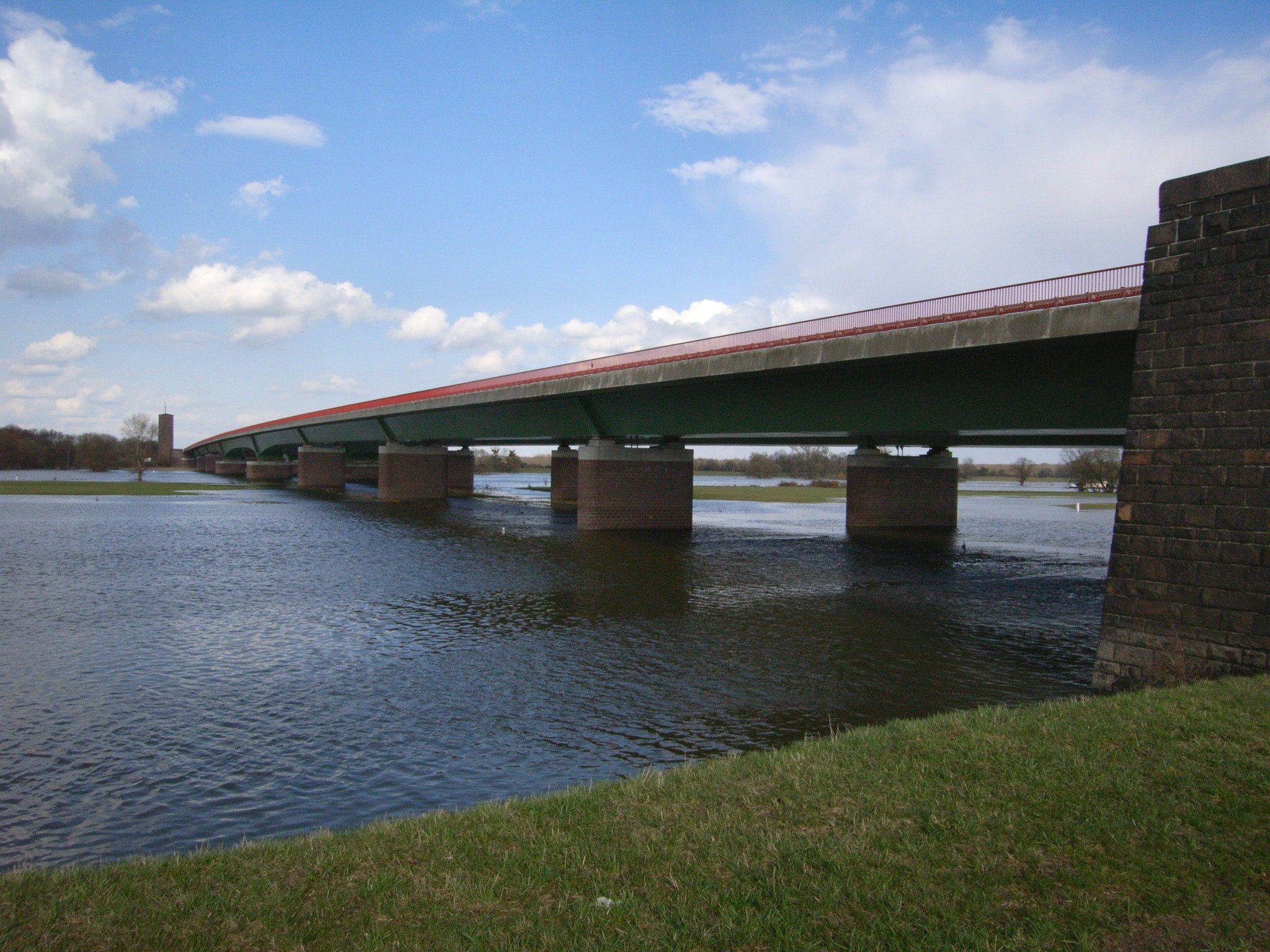
Elbebrücke bei Vockerode
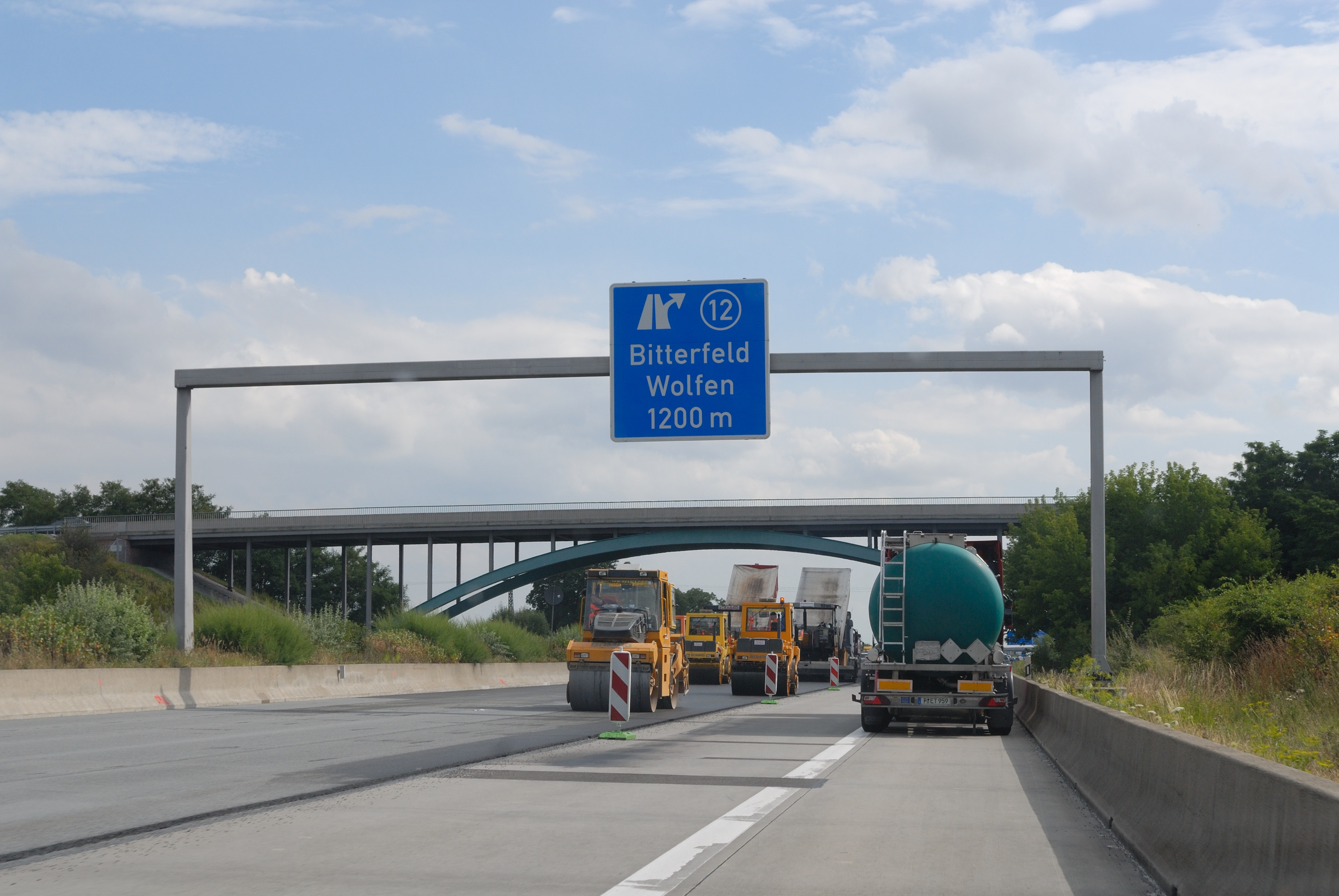
Südlich von Dessau
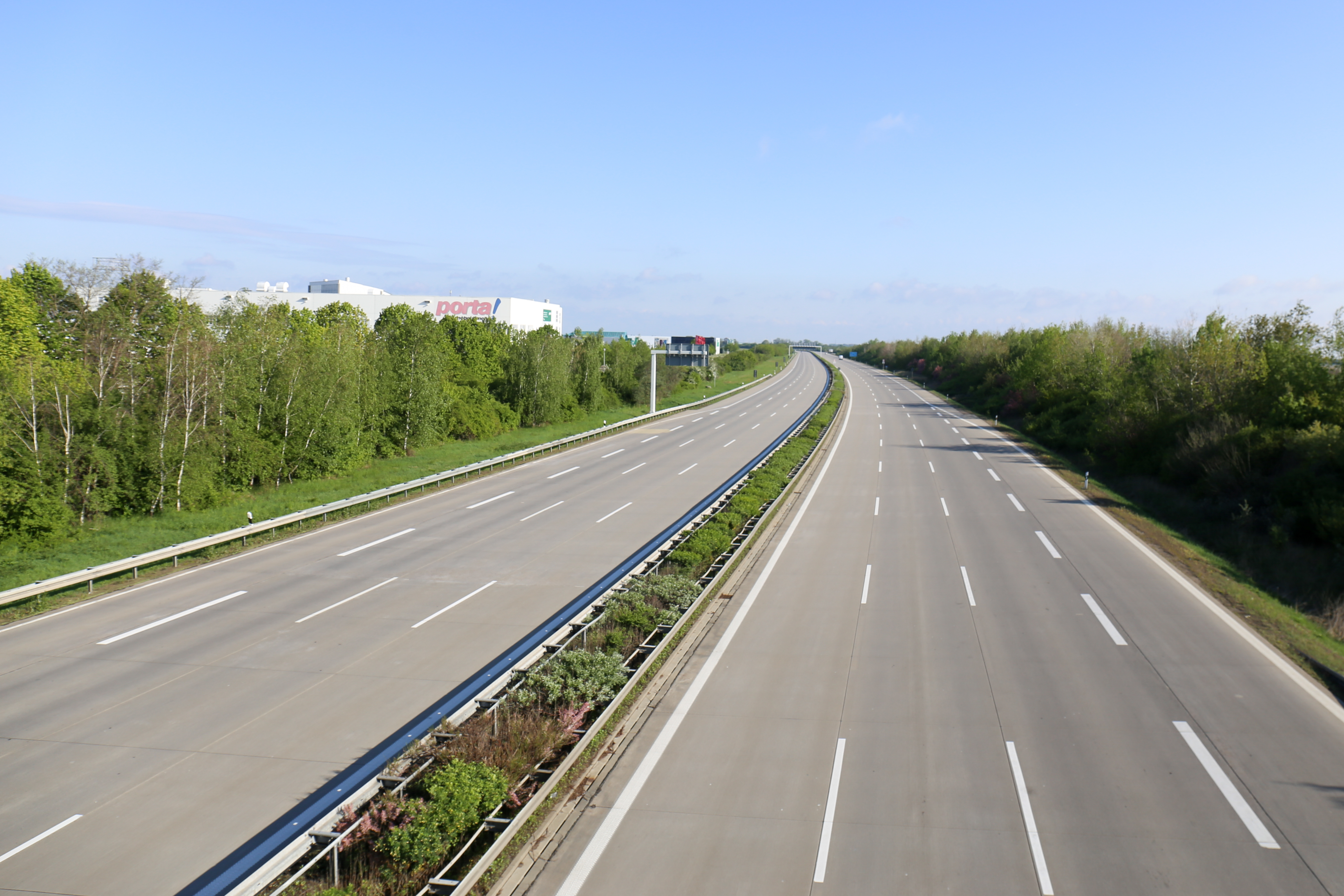
Bei Wiedemar

Am westlichen Stadtrand von Leipzig folgt die BAB 9 über eine längere Strecke dem Grenzverlauf zwischen Sachsen und Sachsen-Anhalt. Mehrere Flüsse und Kanäle des Leipziger Gewässerknotens werden überquert und die Autobahn schwenkt von Süden wieder mehr in Richtung Südwesten. Am Kreuz Rippachtal. wo die BAB 38 angebunden wird, endet der Abschnitt als Autobahnring. An Weißenfels vorbei, geht es aus der flachen Leipziger Tieflandsbucht und damit der Norddeutschen Tiefebene hinaus. Die Landesgrenze zu Thüringen wird überschritten, dem folgt bei Eisenberg eine relativ kurvige Strecke durch das hügelige und bewaldete Thüringer Holzland nach Süden. Das Hermsdorfer Kreuz stellt mit der Ost-West-Achse BAB 4 einen wichtigen Knotenpunkt im deutschen Autobahnnetz dar. Im Bereich des Kreuzes ist die Hauptfahrbahn der BAB 9 noch vierstreifig, der jeweils rechte Fahrstreifen zweigt auf die Parallelfahrbahn ab.
Einem hügeligen und von einigen Kurven geprägten Abschnitt südlich des Hermsdorfer Kreuzes folgt bei Triptis der Abstieg ins Orlatal. Auf diesem hinaus geht es ins Thüringer Schiefergebirge, das auf einer sehr geraden Strecke durchquert wird. Südlich von Schleiz wird die Landschaft gebirgig und es folgt eine kurvige und bergige Strecke durch die höheren Gebirgslagen. Die Autobahn steigt ins Saaletal hinab, überquert den Fluss und damit auch die Landesgrenze zu Bayern. Bis 1990 war dies die Grenze zwischen der Deutschen Demokratischen Republik und der Bundesrepublik Deutschland. Auf bayerischer Seite führt sie mit zahlreichen engen Kurven aus dem Tal hinauf auf den östlichsten Ausläufer des Frankenwalds. Entlang eines Höhenzugs hoch über Selbitz- und Saaletal, zweigt am Dreieck bayerisches Vogtland die BAB 72 nach Osten ab.

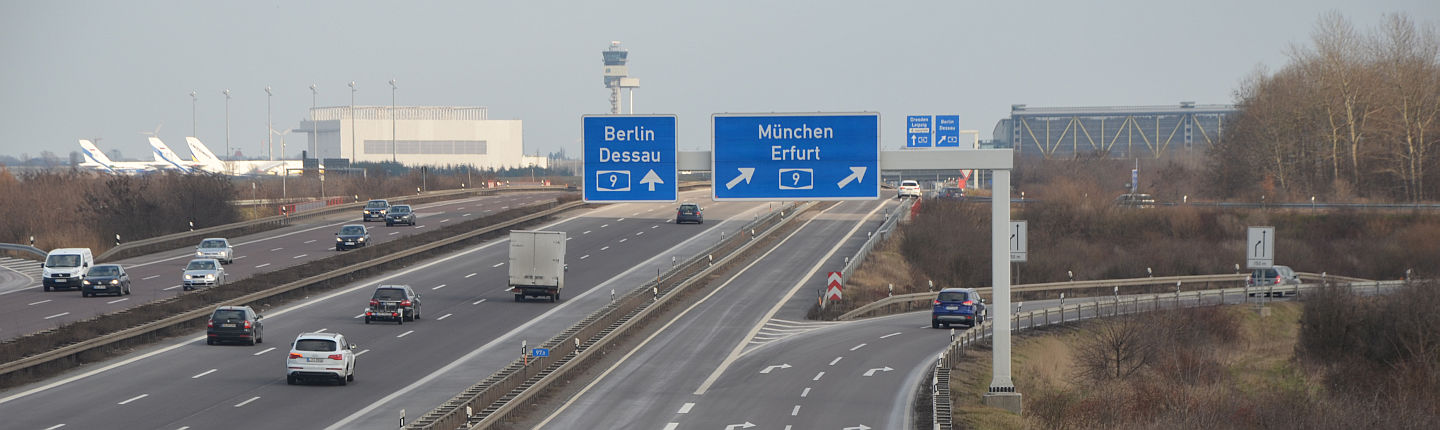
Schkeuditzer Kreuz und Flughafen Leipzig/Halle
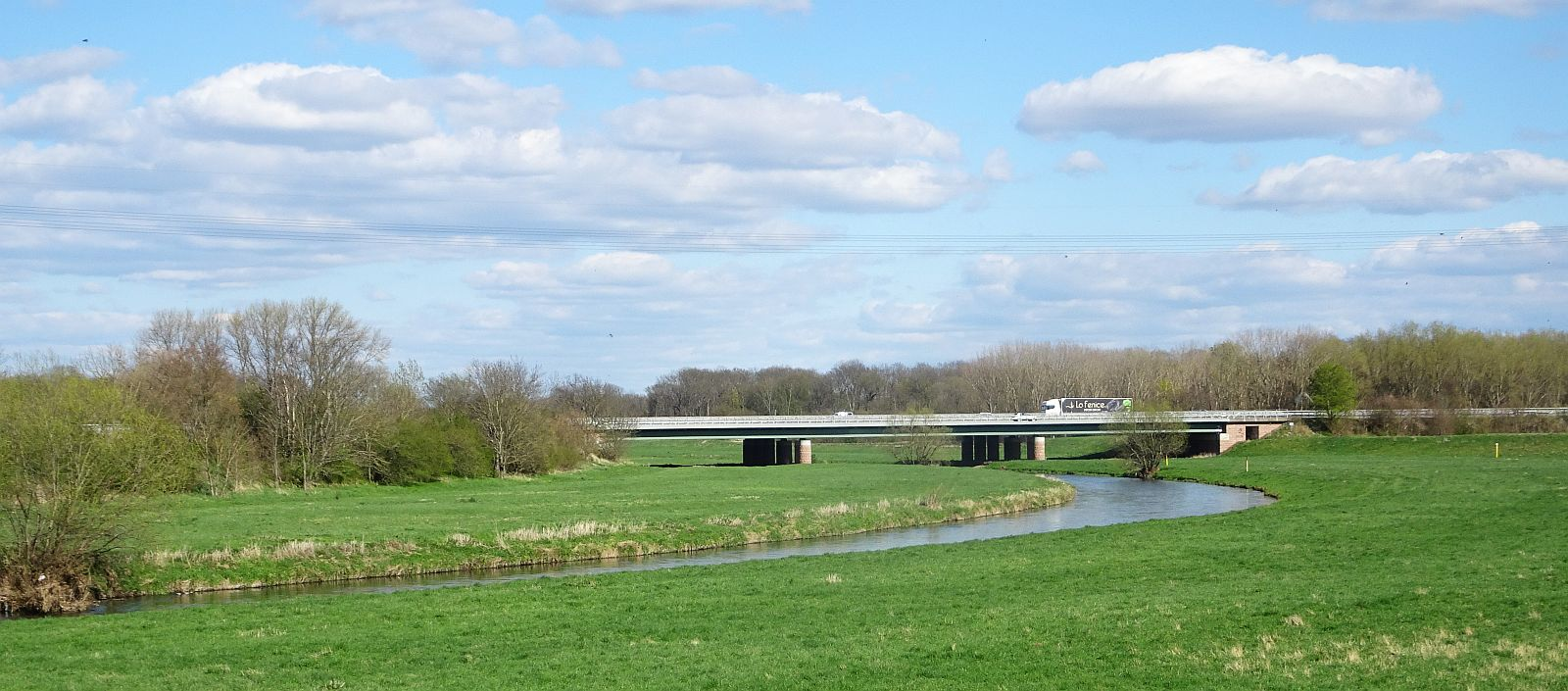
Brücke über die Neue Luppe südlich von Schkeuditz
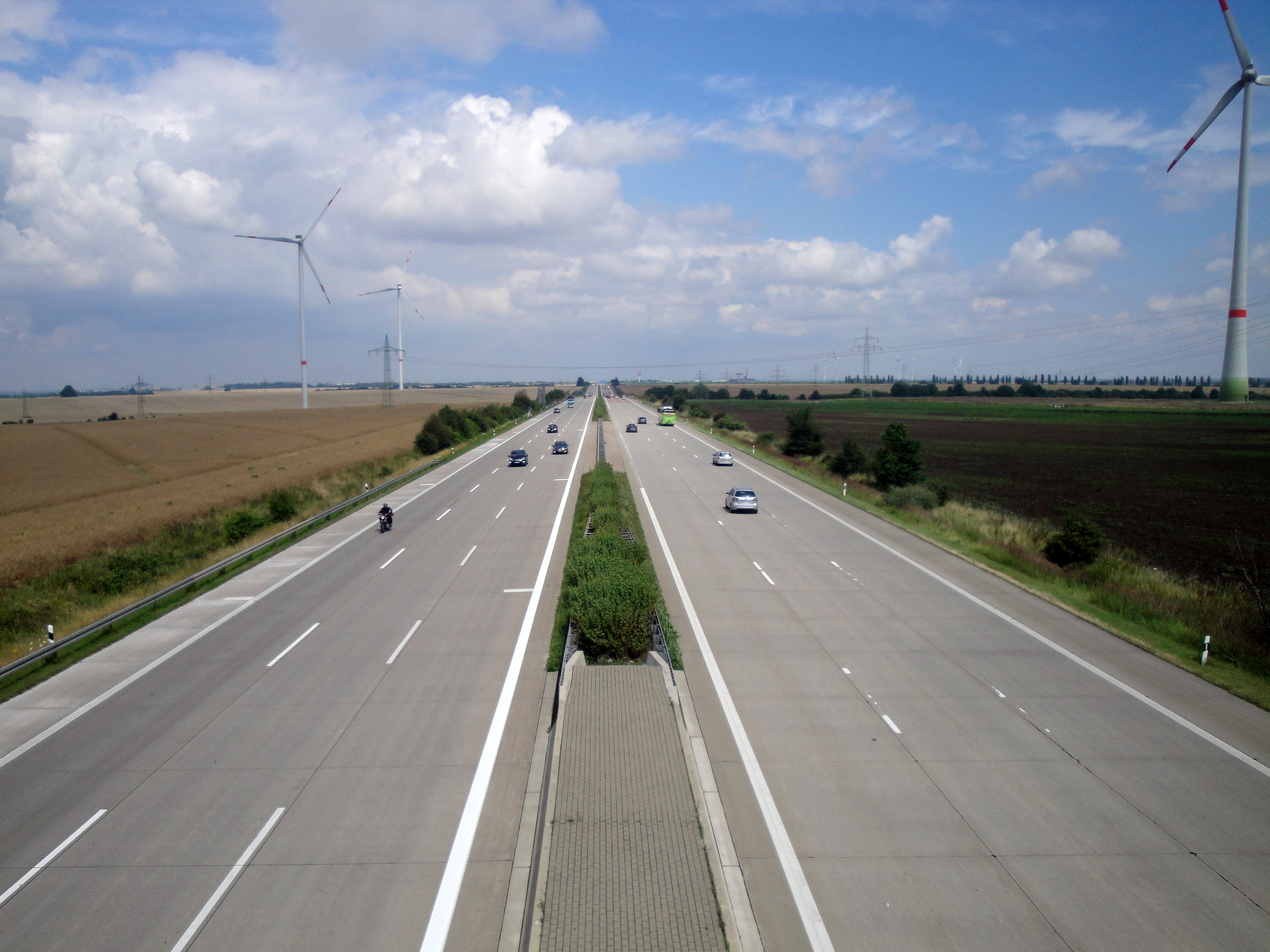
Bei Weißenfels, südlich von Leipzig
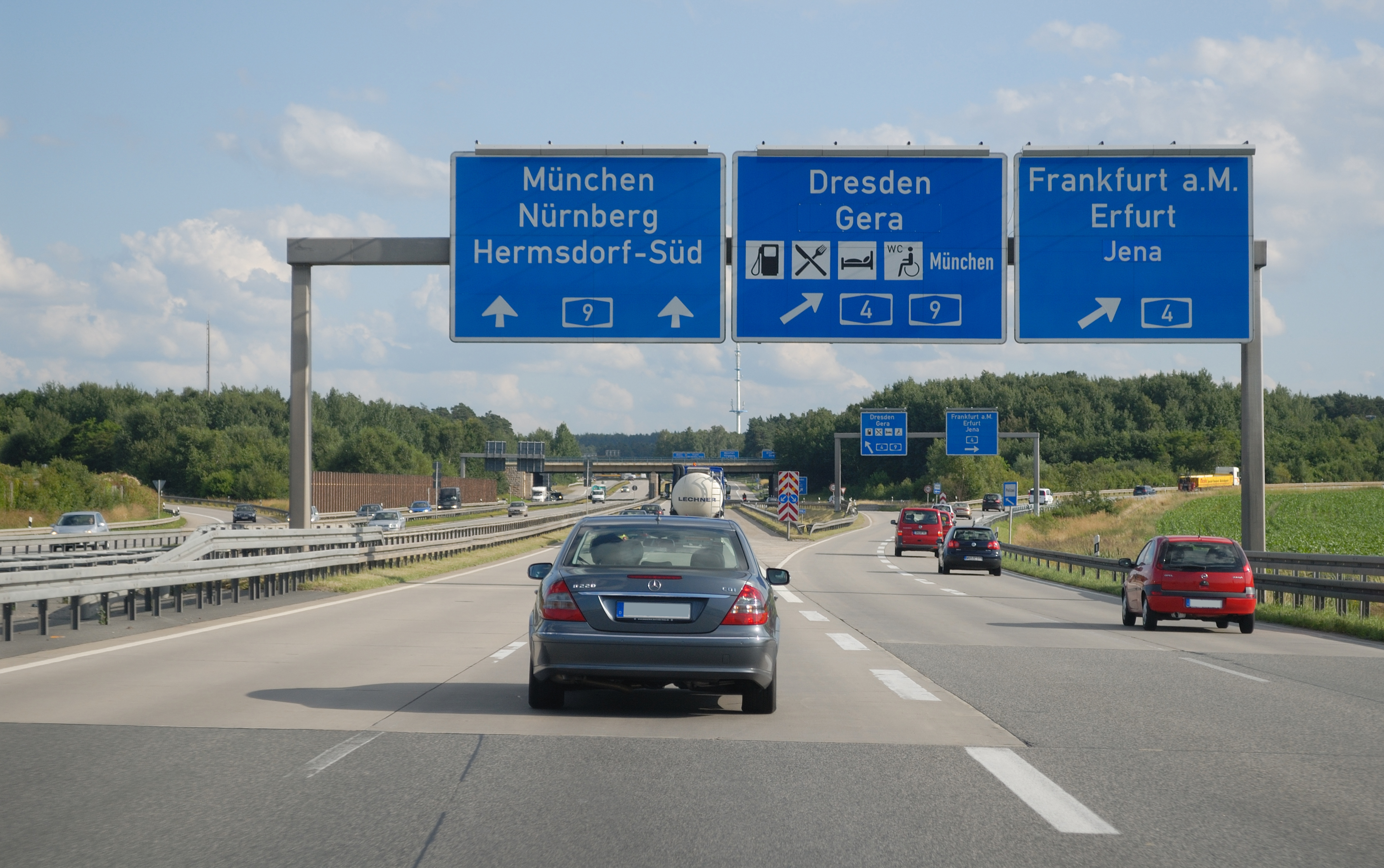
Am Hermsdorfer Kreuz
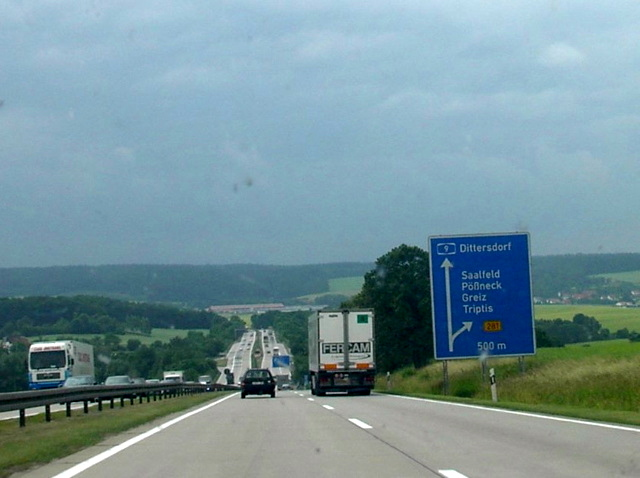
Bis 2014 noch vierstreifiger Abschnitt bei Triptis
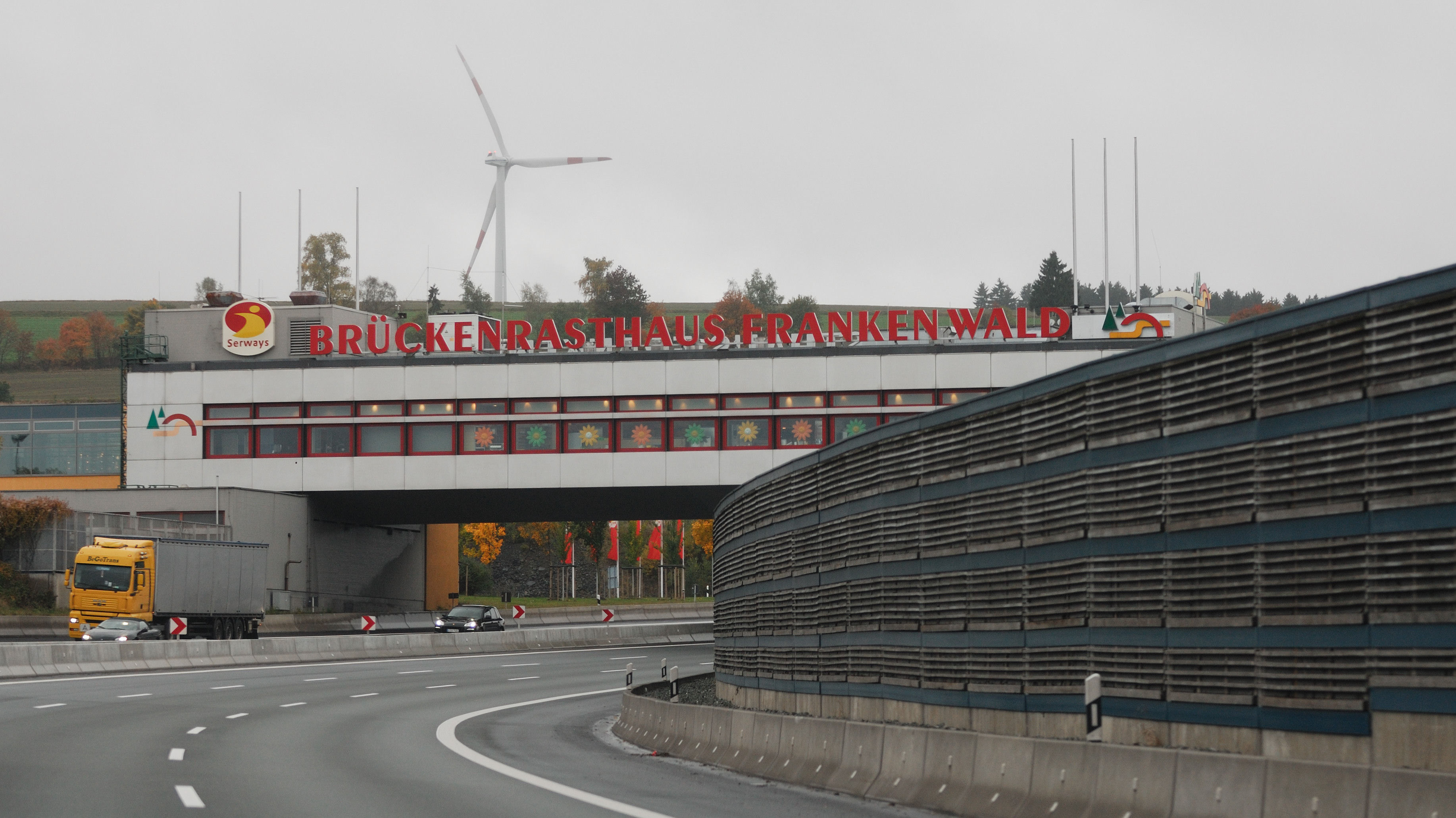
Brückenrasthaus Frankenwald am ehemaligen Grenzübergang bei Hirschberg/Rudolphstein

Die BAB 9 folgt weiter dem Höhenzug in nun wieder südwestliche Richtung bis Münchberg, wo das Pulschnitztal in einer langgezogenen Gerade durchfahren wird. Es folgt die Münchberger Hochfläche, der Landrücken zwischen dem Frankenwald im Nordwesten und dem Fichtelgebirge im Osten, der auf ganze Länge durchquert wird. Nur wenige Kilometer östlich bzw. südöstlich der Autobahn erheben sich mit dem Schneeberg und dem Ochsenkopf die etwas über 1.000 m hohen höchsten Berge Nordbayerns. Bei Bad Berneck führt eine Gefällestrecke parallel zur bekannten Eisenbahn-Steilstrecke, der sogenannten Schiefen Ebene, ins Tal des Weißen Mains hinab, einer der beiden Quellflüsse des Mains, der auf einer über einen Kilometer langen Talbrücke überquert wird. Auf dem Höhenrücken südlich des Tals zweigt am Dreieck Bayreuth/Kulmbach die BAB 70 nach Westen ab.
An der als Bindlacher Berg bekannten Gefällestrecke führt die BAB 9 zum Roten Main hinab und erreicht die Stadt Bayreuth. Dabei wird teilweise das besiedelte Stadtgebiet durchquert, weshalb beim Ausbau auf sechs Fahrstreifen in Höhe von Laineck eine rund 360 m lange Lärmschutz-Einhausung entstand. Direkt nach dem Tunnel wird mit dem Roten Main der zweite Main-Quellfluss überquert. Südlich von Bayreuth folgt eine langgezogene Steigung, die die Autobahn in südliche, dann westliche und schließlich wieder südliche Richtung auf die Fränkische Alb führt. Sie durchquert den Lindenhardter Forst, ehe bei Trockau der zweite, kurvigere Teil des Aufstiegs beginnt und der Kleine Kulm, höchste Erhebung der Fränkischen Schweiz, tangiert wird. Hinter der nachfolgenden Gefällestrecke bei Pegnitz wird der weitläufige Veldensteiner Forst in seinem nördlichen und westlichen Bereich durchquert. Von Plech, wo die Autobahn den Wald verlässt, bis zum Beginn des Albabstiegs überquert sie auf rund 560 m über NN in südwestlicher Richtung den Hauptkamm des Gebirgszugs. Hinter Hormersdorf beginnt mit dem Hienberg ein imposanter Abstieg von der Alb hinab ins Tal der Schnaittach und damit das Mittelfränkische Becken. Die Steigungs- bzw. Gefällestrecke zeichnet sich durch die getrennt voneinander auf den jeweils entgegengesetzten Bergflanken verlaufenden Fahrbahnen aus. An beiden Richtungsfahrbahnen bestehen Hangbrücken, die Zusammenführung der Fahrbahnen auf eine gemeinsame Trasse folgt auf der knapp 1,3 km langen Talbrücke Schnaittach. Der Ballungsraum um Nürnberg ist erreicht und die flache Landschaft wird von weitläufigen Kiefernwäldern geprägt. Bei Lauf wird die Pegnitz überquert, nach einigen weiteren Kilometern folgt das Kreuz Nürnberg mit der BAB 3. Dort mündet die von Norden kommende Hauptfahrbahn in die von Nordwesten kommende Fahrbahn der BAB 3, die ab hier wiederum die nach Süden weiterführende Trasse der BAB 9 bildet. Im Bereich des Kreuzes weist die BAB 9 nur vier Fahrstreifen auf.

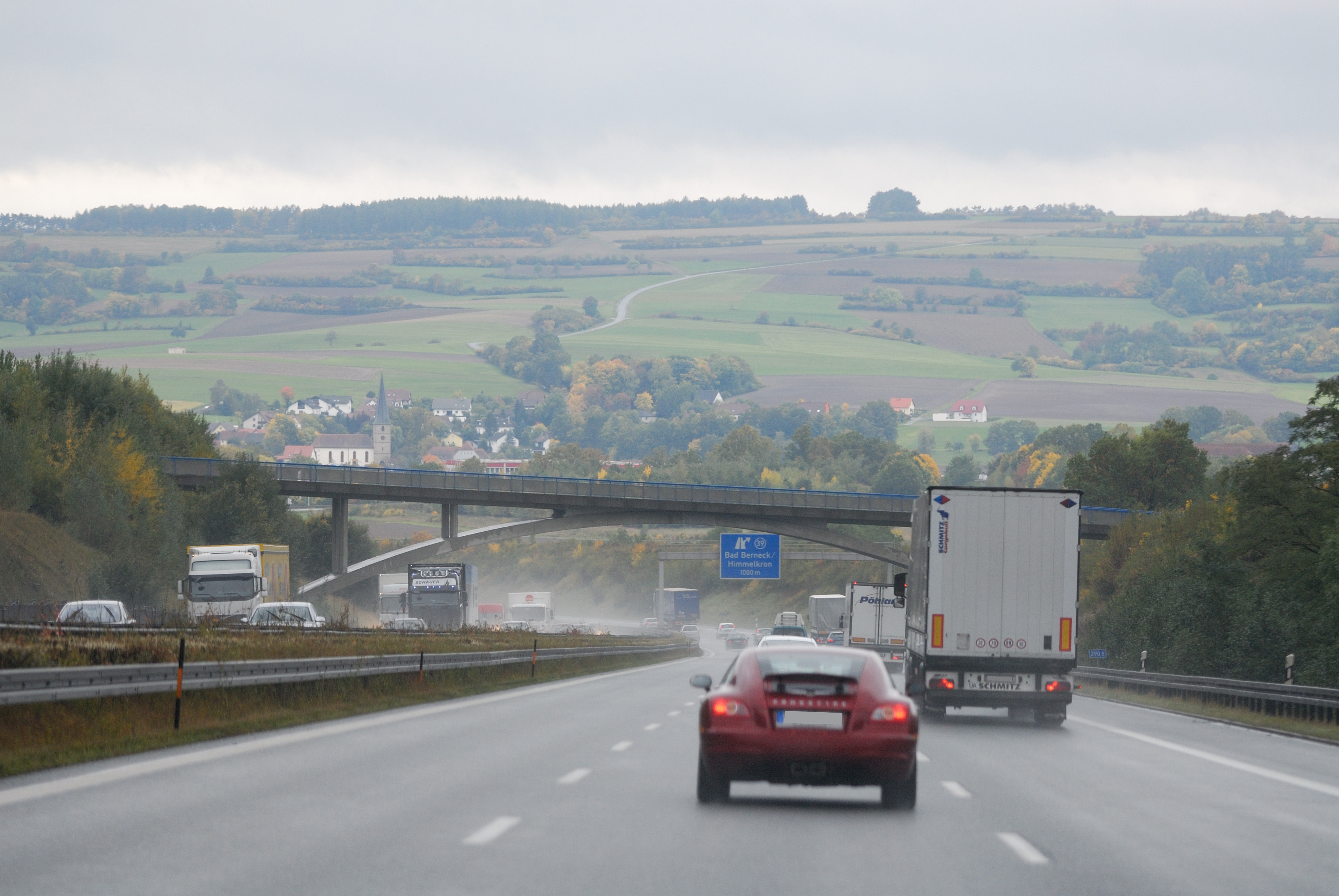
Abstieg ins Tal des Weißen Mains bei Bad Berneck/Himmelkron
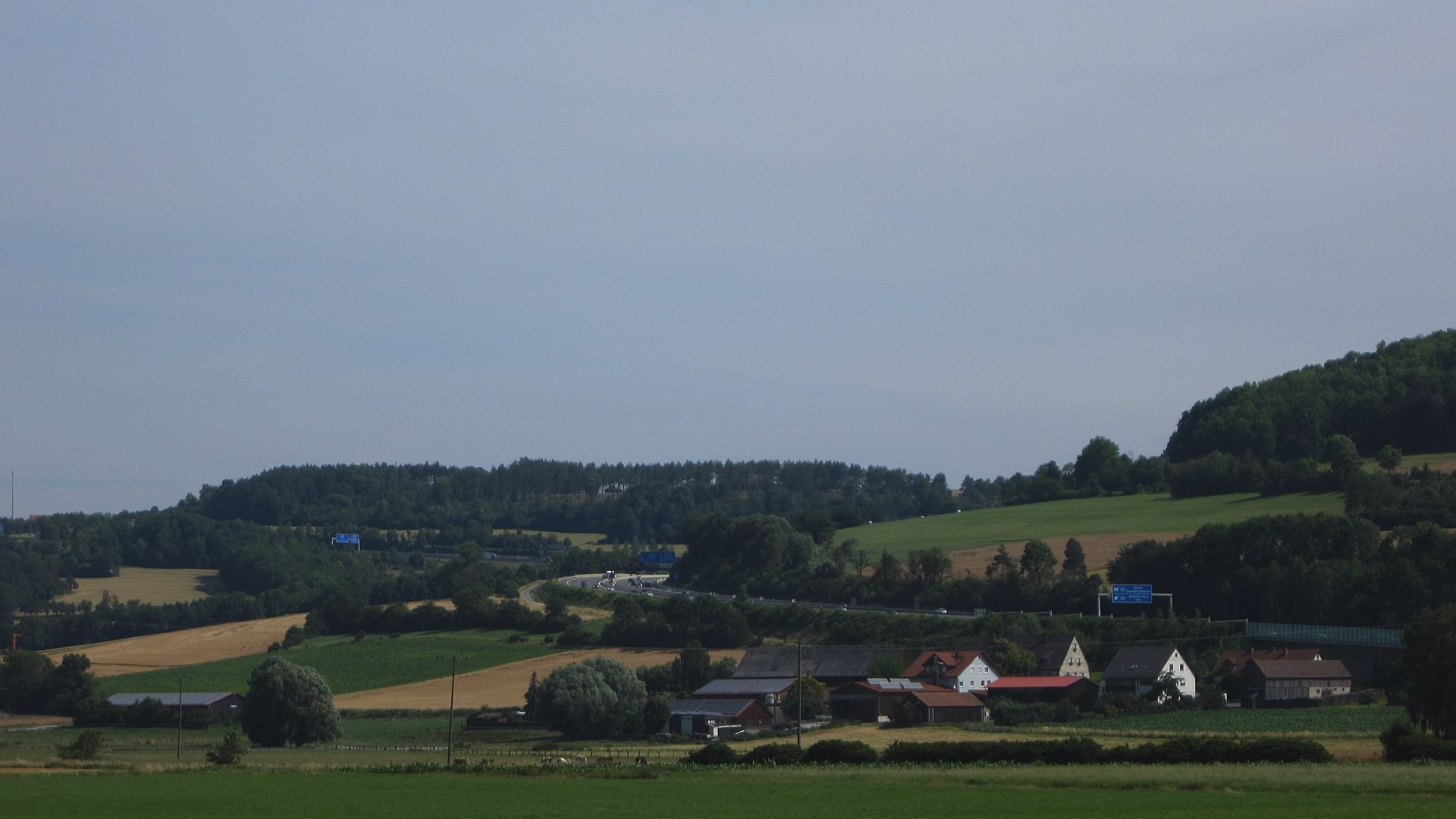
Bindlacher Berg
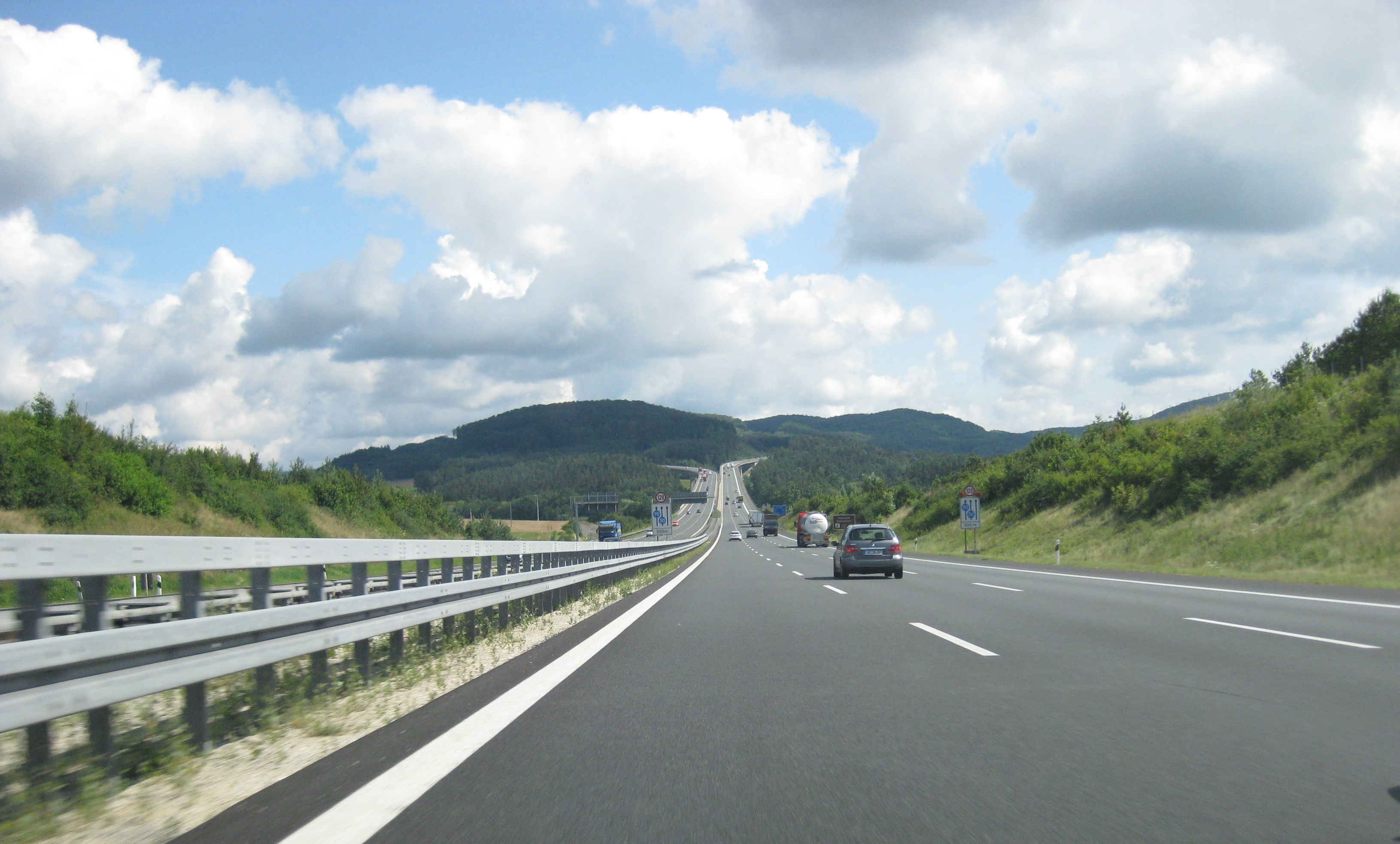
Fahrbahntrennung am Hienberg
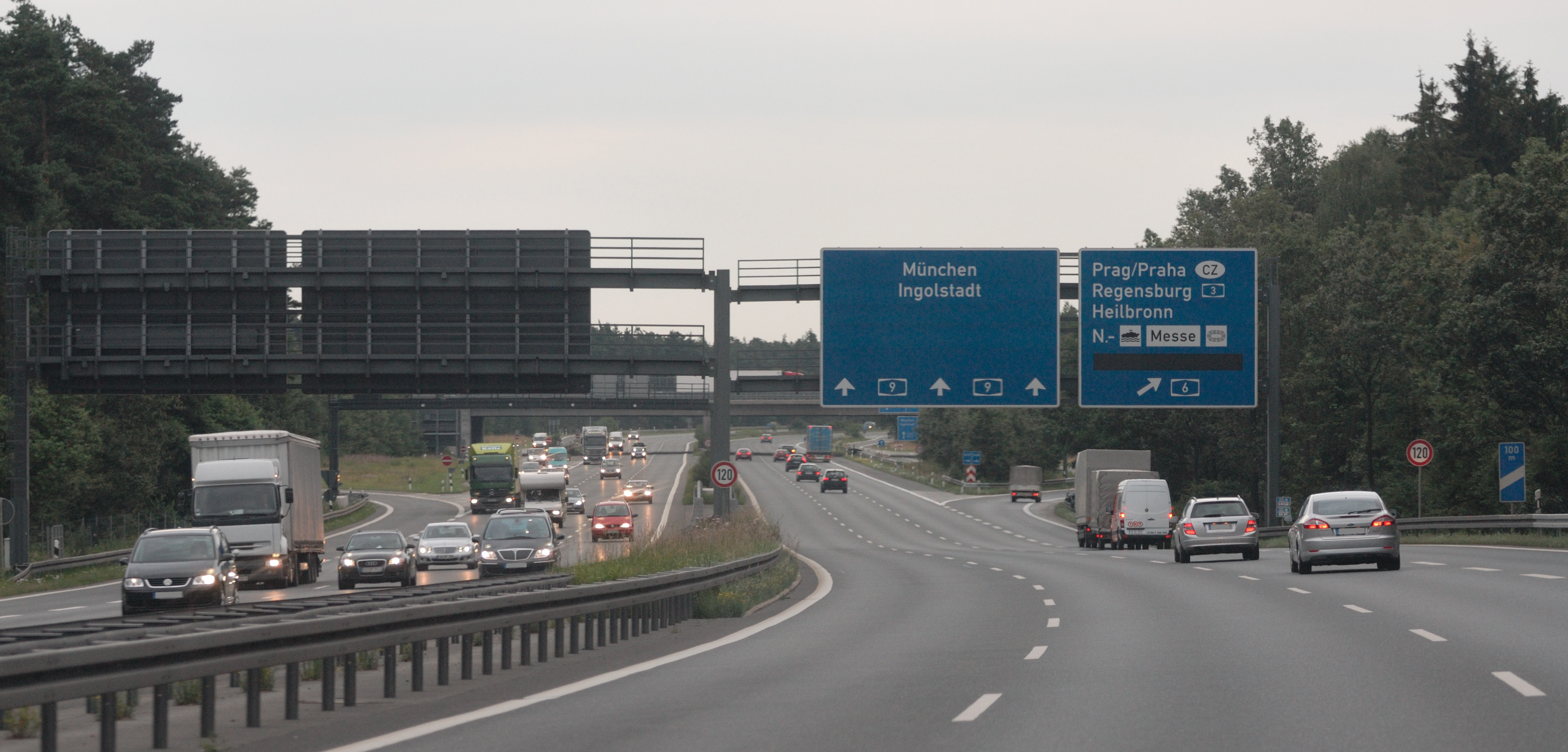
Im Kreuz Nürnberg-Ost

Nach einigen Kilometern durch den Lorenzer Reichswald besteht in Nürnberg-Fischbach ein Anschluss an das Stadtzentrum der zweitgrößten Stadt Bayerns. Am Autobahnkreuz Nürnberg-Ost kreuzt die BAB 6. Bei Feucht trifft die Schnellfahrstrecke Nürnberg–Ingolstadt auf die Autobahn und läuft von nun an in Verkehrswegebündelung größtenteils parallel zu ihr. Am Autobahndreieck Nürnberg/Feucht mündet die BAB 73 ein, über die aus südlicher Richtung eine weitere Anbindung an das Nürnberger Stadtzentrum besteht. Bei Allersberg wird der Reichswald verlassen und die Autobahn führt in einer langen, kurvenarmen Trasse nach Süden. In Höhe der Querung des Main-Donau-Kanals bei Hilpoltstein wird die Europäische Hauptwasserscheide zwischen Nordsee und Schwarzem Meer gequert.
Bei Greding erreicht die Autobahn erneut den bogenförmig verlaufenden Höhenzug der Fränkischen Alb. Zunächst entlang des Schwarzachtals verlaufend, beginnt nach Überquerung der Altmühl bei Kinding ein weiterer Aufstieg. Dabei verläuft die Richtungsfahrbahn München auf einer später gebauten, separaten Trasse über eine Hangbrücke, während die Richtungsfahrbahn Nürnberg die beiden alten Fahrbahnen der Autobahn nutzt – hierbei werden PKW- und LKW-Verkehr getrennt geführt. Bei Denkendorf wird der Scheitelpunkt der Fränkischen Alb erreicht, ehe ein langgestreckter Abstieg durch den Köschinger Forst in die von Fahrzeug- und Chemieindustrie geprägte Donauebene um Ingolstadt folgt.
Nach Überquerung der Donau im Stadtgebiet von Ingolstadt wird nach Passieren der flachen Donauniederung bei Langenbruck das hügelige Alpenvorland, namentlich das vom Hopfenanbau geprägte Donau-Isar-Hügelland, erreicht. Nach Durchquerung des Ilmtals zweigt am Autobahndreieck Holledau die BAB 93 nach Regensburg ab. Südlich des Dreiecks weist die BAB 9 aufgrund des hohen Verkehrsaufkommens eine temporäre Seitenstreifenfreigabe (TSF) auf. Zunächst weiter durch das hügelige Gebiet verlaufend, wird bei Allershausen das Ampertal durchquert, ehe der Höhenrücken zur Münchner Schotterebene überquert wird. Bei gutem Wetter hat man hier ein Panorama auf die Stadt München mit den Alpen in der Ferne. Kurz vor Erreichen des Ballungsraums München kreuzt am Autobahnkreuz Neufahrn die BAB 92 von Deggendorf und vom Flughafen München her kommend. Anschließend führt die Autobahn achtstreifig an Garching vorbei und erreicht das Kreuz München-Nord mit der BAB 99 (Münchner Ring). Unmittelbar westlich der Autobahn liegt die Allianz Arena. Das letzte Stück auf Münchner Stadtgebiet führt zunächst sechs-, dann vierstreifig über die Hochbrücke Freimann, ehe die Autobahn an der als Autobahndreieck ausgeführten Anschlussstelle München-Schwabing in den Mittleren Ring mündet.

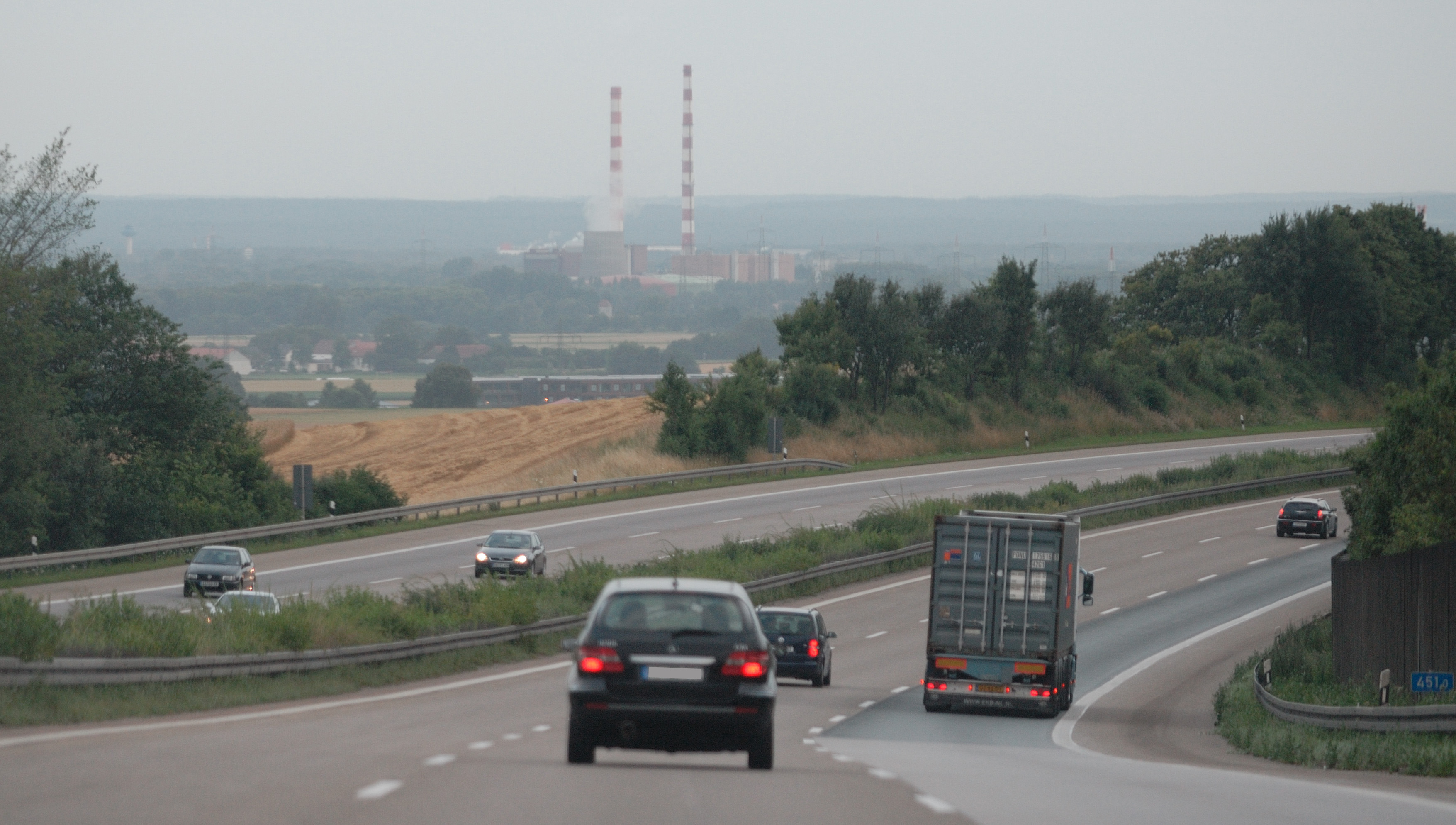
Abstieg ins Donautal bei Ingolstadt
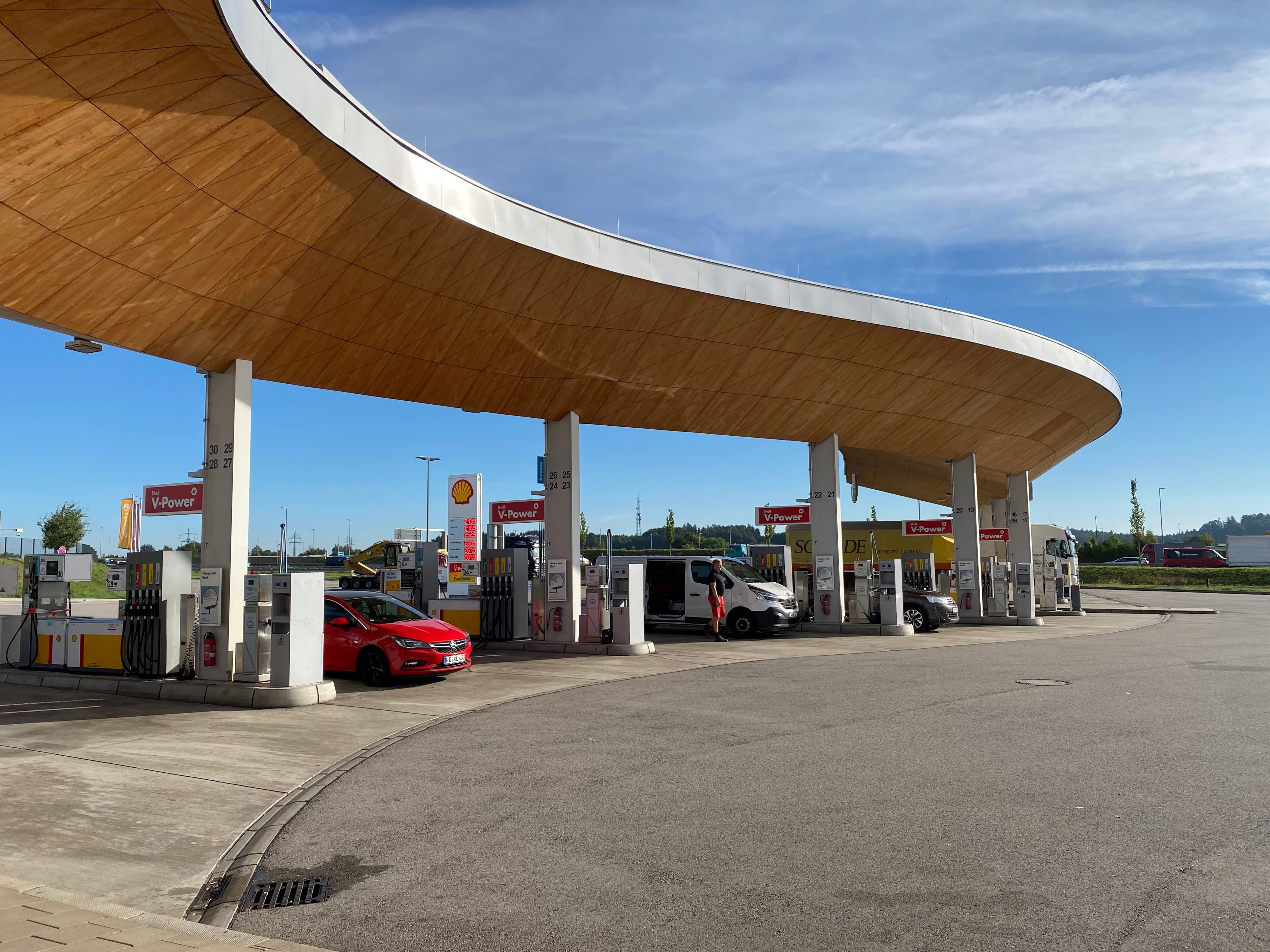
Raststätte Fürholzen West in Neufahrn bei Freising
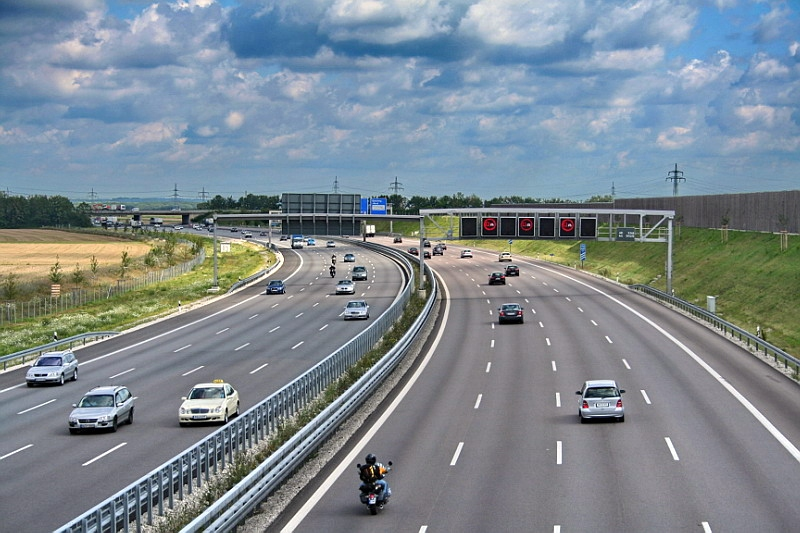
Achtstreifige Autobahn bei Garching
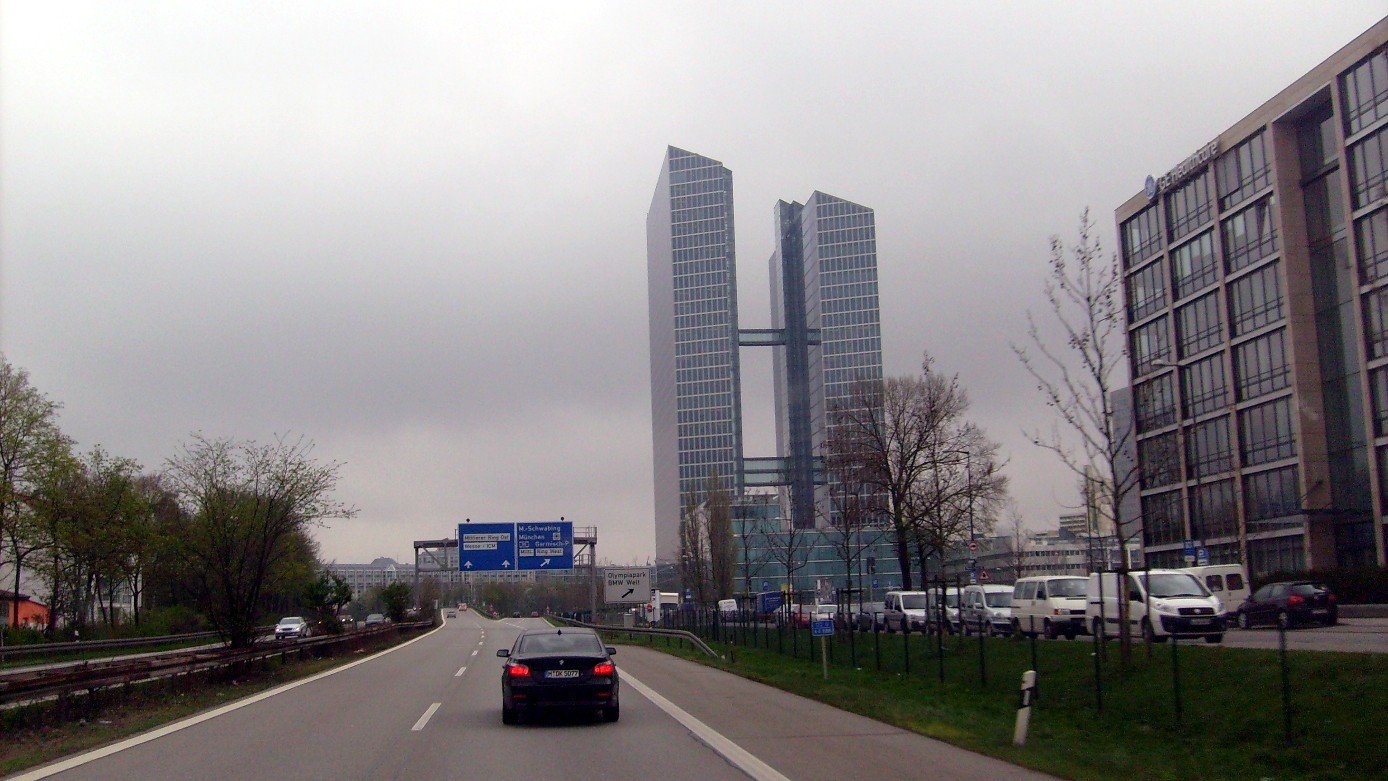
Autobahnende in München-Schwabing

## Geschichte
Pläne für eine Autostraße zwischen Berlin und München wurden schon in den 1920er Jahren mit den ersten Bauprojekten für dem Kraftverkehr vorbehaltene Straßen erstellt. Mit der Machtübernahme der Nationalsozialisten wurden die Anfang der 1930er Jahre vom Verein HaFraBa ausgearbeiteten Planungen für ein zusammenhängendes Netz an „Nur-Autostraßen“ dann in Angriff genommen. Die Reichsautobahn-Strecke Berlin–München konnte noch vor Beginn des Zweiten Weltkriegs fertiggestellt werden. Nach Kriegsende und der Entstehung der beiden deutschen Staaten diente die Autobahn als Transitstrecke zwischen Süddeutschland und West-Berlin über den Grenzübergang Rudolphstein/Hirschberg. Seit der deutschen Wiedervereinigung 1990 nahm der Verkehr auf der Autobahn sehr stark zu, weshalb ein Ausbau der Strecke auf durchgehend sechs Fahrstreifen durchgeführt wurde.

### Erste Planungen

#### Nur-Autostraßender HaFraBa
Die ersten Pläne für Straßen, die ausschließlich dem motorisierten Individualverkehr vorbehalten sein sollten, kamen mit der fortschreitenden Motorisierung in den 1920er Jahren auf. Der Ende 1926 gegründete Verein HaFraBa e. V. (Verein zum Bau einer Straße für den Kraftwagen-Schnellverkehr von Hamburg über Frankfurt a. M. nach Basel) entwarf unter Robert Otzen zunächst eine Fernstraße von Hamburg über Frankfurt am Main an die Schweizer Grenze nach Basel. Später waren eine nördliche Fortsetzung nach Lübeck und ein Abzweig nach Bremen sowie eine südliche Verlängerung durch die Schweiz bis nach Norditalien geplant. Schon 1927 entwarf der Verein ein gesamtdeutsches Fernstraßennetz. Ab 1929 wurde statt der vorher üblichen Bezeichnung Nur-Autostraße der von Otzen geprägte Begriff Autobahn verwendet. Bis Anfang der 1930er Jahre entstanden dann zahlreiche weitere Fernstraßenpläne. Die meisten HaFraBa-Pläne enthielten Strecken von Berlin über Leipzig und Nürnberg nach München. Teilweise war sowohl eine Strecke von Leipzig über Erfurt als auch über Plauen nach Nürnberg verzeichnet.

#### MüLeiBerlundFernverkehrsstraße Berlin–Rom
Die am 11. Januar 1927 gegründete Arbeitsgemeinschaft Berlin-München mit Sitz in Leipzig plante die Realisierung einer leistungsfähigen Straßenverbindung von München über Leipzig nach Berlin (MüLeiBerl) nach Vorbild der HaFraBa-Pläne. Bei der als Autofernstraßen-Tagung geführten Gründungsfeier war unter anderem auch HaFraBa-Gründer Otzen anwesend und referierte über Richtlinien zum Bau von Nur-Autostraßen. Mitglieder der Arbeitsgemeinschaft waren Vertreter der betroffenen Großstädte Berlin, Leipzig und München sowie der Länder Preußen, Sachsen, Thüringen und Bayern. In München gründete sich gleichzeitig eine Arbeitsgemeinschaft Fernverkehrsstraße Berlin–Rom, die Planungen der Arbeitsgemeinschaft Berlin-München aufgriff und eine Fortsetzung der geplanten Straße von München über die Alpen nach Italien forcierte. Neben der AVUS diente auch die 1924 in Italien als erste dem Autoverkehr vorbehaltene Straße gebaute Autostrada dei Laghi als Vorbild. Nach nur einem Jahr lösten sich die Gruppen jedoch ergebnislos wieder auf.

### Bau der Reichsautobahn
Wegen mangelnder Unterstützung der staatlichen Stellen war eine Finanzierung des Straßennetzes durch Benutzungsgebühren (Maut) angedacht, über deren Höhe und Entrichtung Uneinigkeit bestand. Die HaFraBa-Pläne konnten daher zur Zeit der Weimarer Republik nicht mehr umgesetzt werden. Als erste Autobahn wurde 1932 die Strecke Köln–Bonn durch den damaligen Kölner Oberbürgermeister Konrad Adenauer eröffnet. Initiiert wurde dieses Projekt jedoch hauptsächlich durch die rheinische Provinzialregierung, die durch den Bau den damals relativ dichten Verkehr im Rheinland auf modernere Straßen umverteilen und zur Zeit der Weltwirtschaftskrise Arbeitsplätze schaffen wollte.
Obwohl die im Reichstag vertretene NSDAP zunächst gegen den Bau der Fernstraßen eingestellt war und sie als „Luxusstraßen der Reichen“ bezeichnete, forcierte sie nach der Machtergreifung Hitlers am 30. Januar 1933 den Autobahnbau, vorrangig, um Arbeitsplätze zu schaffen. HaFraBa-Geschäftsführer Willy Hof wurde zum Vorstandsvorsitzenden des nun in GEZUVOR („Gesellschaft zur Vorbereitung der Reichsautobahnen e. V.“) umbenannten Vereins ernannt, ehe im Mai desselben Jahres der Bau eines dem Autoverkehr vorbehaltenen Straßennetzes verkündet wurde. Im September begannen dann die Arbeiten an der ersten Reichsautobahn zwischen Frankfurt am Main, Darmstadt und Mannheim. Von den Nationalsozialisten als „Weltneuheit“ gepriesen, wurden für den Bau lediglich die seit 1932 baureifen HaFraBa-Pläne umgesetzt und die ein Jahr zuvor eröffnete Autobahn Köln–Bonn zur Landstraße degradiert.
Erklärtes Ziel des NS-Regimes war der Bau von 1000 km neuer Reichsautobahnen pro Jahr – Im Wesentlichen handelte es sich um HaFraBa-Planungen, die in den meisten Karten aus den 1920er Jahren verzeichnet waren. Noch Mitte 1933 war eine Führung der Reichsautobahn über Plauen vorgesehen, ehe im Dezember 1933 die später realisierte Strecke auf direkterem Weg über Schleiz verzeichnet war. Die Bauarbeiten für die Autobahn Berlin–München wurden im Bereich der Bauabteilungen Gera I und Weißenfels der im April 1934 gegründeten Obersten Bauleitung Reichsautobahn (OBR) Halle als erstes in Angriff genommen. Im Juli 1934 entstanden im Bereich der OBR Nürnberg die Bauabteilungen Schleiz, Münchberg und Bayreuth.
Eine frühe Planung der OBR Nürnberg sah vor, die Autobahn Berlin–München über die Fränkische Alb nach Bamberg und von dort über Forchheim in Richtung Nürnberg zu führen. Teile der Trasse sollten dabei dem alten Ludwig-Donau-Main-Kanal folgen. Aufgrund der längeren und aufwändigeren Trasse sowie der Führung durch das Stadtgebiet von Nürnberg sah man später von dieser Variante ab und beschloss, Bamberg über eine nördlich von Bayreuth abzweigende Strecke ans Reichsautobahnnetz anzubinden.
Zwischen Schkeuditz bei Leipzig und Bad Berneck nördlich von Bayreuth wurde die Autobahn bis 1936 in mehreren Teilstrecken dem Verkehr übergeben – am 21. November 1936 zwischen Schkeuditz und Günthersdorf, am 17. August zwischen Weißenfels und Eisenberg, am 27. September zwischen Dittersdorf und Bad Berneck sowie im Dezember zwischen Eisenberg und Dittersdorf. Die Talbrücke bei Tautendorf wurde erst 1937 für beide Fahrtrichtungen fertiggestellt, weshalb der Verkehr bei der Eröffnung zunächst nur einbahnig über die Brücke geführt wurde. Bei Schkeuditz entstand ein Autobahnkreuz mit der im April 1936 eröffneten Reichsautobahn Halle–Leipzig. Das Schkeuditzer Kreuz war zu diesem Zeitpunkt das erste Autobahnkreuz in Europa. Bei Hermsdorf entstand als Vorleistung ein weiteres Autobahnkreuz für die damals noch im Bau befindliche Reichsautobahn Kirchheim–Dresden–Breslau mit einer von beiden Autobahnen erreichbaren Rastanlage. Tankstellen an der Autobahn bestanden darüber hinaus bei Leipzig/Günthersdorf und Bad Berneck. Das Hermsdorfer Kreuz war im Dezember 1936 zwar baulich fertiggestellt, jedoch wurde die zu kreuzende Reichsautobahn erst 1938 eröffnet. Ein weiteres bemerkenswertes Bauwerk der Strecke ist die Saalebrücke Rudolphstein, die bei ihrer Errichtung die erste Steinbogenbrücke im Reichsautobahnnetz war. Durch die Verwendung von Stein als Baustoff sollte der Stahlverbrauch reduziert werden.
Der Weiterbau von Bad Berneck in südliche Richtung bis Nürnberg begann im Herbst 1935. Rechtzeitig zu den Bayreuther Festspielen entstand der Abschnitt von Bad Berneck bis zur Anschlussstelle Bayreuth-Nord, der am 15. Juli 1937 dem Verkehr übergeben wurde. Am 4. September 1937 folgte die Fortsetzung von Bayreuth bis Nürnberg-Fischbach. Die Trassierung der Autobahn, die in diesem Bereich die Fränkische Alb überquert, war sehr aufwändig zu bauen, weshalb am Hienberg zwischen Hormersdorf und Schnaittach zunächst nur eine Richtungsfahrbahn fertiggestellt wurde. Entsprechend der Landschaftsinszenierung entsprechend der nationalsozialistischen Propaganda wurde der Trassenverlauf an das umliegende Gelände angepasst, was zahlreiche Kurven und Längsneigungen von bis zu 7 % bedingte. Im Oktober 1939 entstand auf der Kuppe des Hienbergs eine Rastanlage mit Tankstelle. Obwohl einige Kilometer weiter südlich bei Lauf eine größere derartige Anlage geplant war, gab man aufgrund der Fernsicht und der umliegenden Landschaft der kleineren Anlage am Hienberg den Vorzug. Neben der Anlage auf dem Hienberg entstanden weitere Rasthäuser bei Bayreuth, Feucht und Greding. Erst im Oktober 1940 entstand die zweite Richtungsfahrbahn am Hienberg, die aufgrund des bergigen Geländes getrennt von der ersten Fahrbahn verläuft.
Zwischen dem Berliner Ring und dem Schkeuditzer Kreuz wurde die Autobahn auf 117 km Streckenlänge am 5. November 1938 fertiggestellt. 44 km lagen im Zuständigkeitsbereich der OBR Berlin, 73 km in dem der OBR Halle. Eine Besonderheit stellt der 14,6 km lange, weitgehend gerade Abschnitt zwischen Dessau und Bitterfeld dar, der beim Bau als Rennstrecke konzipiert worden war. Hierfür wurde ein betonierter Mittelstreifen von 9 m Breite verwendet, wodurch die Autobahn eine Gesamtbreite von 29 m aufwies. Vorbild war die Autobahn Frankfurt–Darmstadt, die 1935 als erste Reichsautobahn eröffnet wurde und einen nahezu durchgängig geraden und ebenen Verlauf aufwies, wodurch günstige Bedingungen für Rennfahrten mit Rekordgeschwindigkeit herrschten. Alle Überführungen in diesem Bereich sind als Bogenbrücke aufgeführt, um Kollisionen mit Brückenpfeilern zu verhindern – durch eine solche Kollision kam der Rennfahrer Bernd Rosemeyer bei einer Weltrekordfahrt zwischen Frankfurt und Darmstadt im Januar 1938 ums Leben. Im Februar 1939 stellte der Rennfahrer Rudolf Caracciola hier tatsächlich einige Geschwindigkeitsrekorde auf. Bei Dessau bestand seit 1939 das Reichsautobahnbad Mildensee mit Umkleidekabinen und gastronomischer Bewirtschaftung. Hierfür war eine Kiesgrube, aus der Baumaterial für die Autobahn und Zubringerstraßen gewonnen wurde, renaturiert worden, die noch heute als Strandbad Adria zur Naherholung genutzt wird.
Die Elbebrücke Vockerode wurde von 1937 bis 1938 gebaut und sollte über einen 40 m hohen Aussichtsturm am nördlichen Widerlager aufweisen. Dieser wurde jedoch nicht mehr fertiggestellt und verblieb als Turmstumpf, weshalb er nie als Aussichtsturm für die Öffentlichkeit genutzt wurde.
Die Strecke von Nürnberg nach München entstand größtenteils ebenfalls bis 1938. Am 3. September 1938 wurde der rund 100 km lange Abschnitt von Nürnberg-Fischbach bis Bratzhof südlich von Ingolstadt fertiggestellt. Am 4. November folgten dann weitere 43 km von Bratzhof bis Dirnismaning kurz vor München, inklusive eines im Rohbau fertiggestellten Autobahnkreuzes für die geplante Reichsautobahn Augsburg–Regensburg. Unmittelbar südlich des Kreuzes war die Talbrücke Holledau zunächst noch einbahnig befahrbar, die zweite Richtungsfahrbahn wurde im August 1939 eröffnet. Das letzte vor dem Krieg gebaute Stück von Dirnismaning bis München-Freimann war im November 1940 fertiggestellt, womit die Autobahn von Berlin bis München durchgehend auf zwei Richtungsfahrbahnen befahrbar war.
Gegen Ende des Zweiten Weltkriegs versuchte ein Kampfflugzeug der deutschen Luftwaffe des Typs Junkers Ju 87 bei Himmelkron auf der Autobahn notzulanden. Es zerschellte an einem Brückengeländer bei Streitmühle, beide Insassen kamen ums Leben.

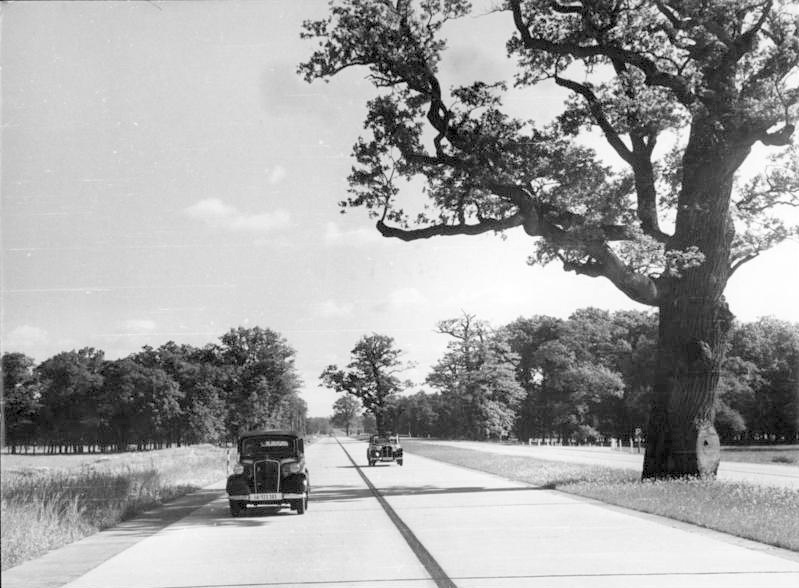
Verkehr auf der Reichsautobahn bei Dessau
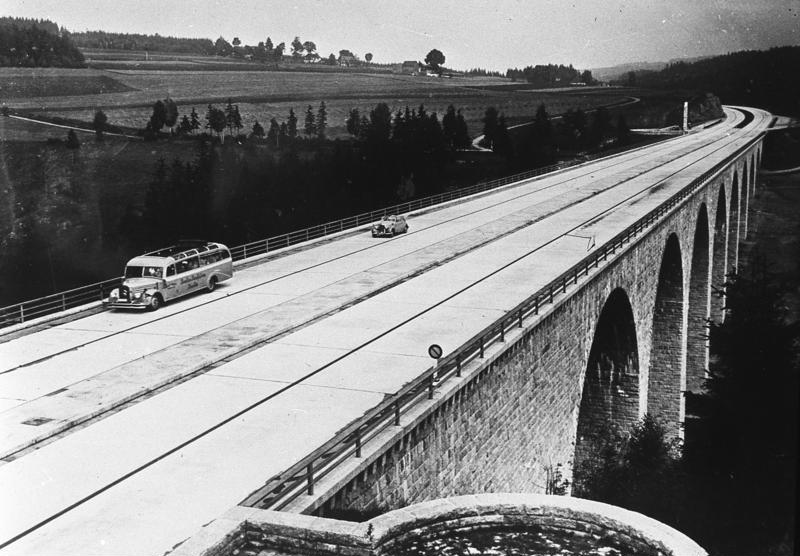
Saalebrücke Rudolphstein
Entfernungstafel 1938

### Nachkriegszeit und Deutsche Teilung
Wie an vielen anderen fertiggestellten Strecken kam es auch an der Reichsautobahn Berlin–München in den letzten Kriegsmonaten zu Sprengungen von Bauwerken seitens der Wehrmacht, um ein Vorrücken alliierter Truppen zu erschweren. Am 13. April 1945 fiel die Saalebrücke bei Rudolphstein einer solchen Sprengung zum Opfer, am 28. April die Holledaubrücke zwischen Ingolstadt und München. Die Elbebrücke Vockerode wurde bei Kriegsende ebenfalls zerstört.
Mit der Kapitulation der Wehrmacht im Mai 1945 und der Gründung der beiden deutschen Staaten – der BRD auf dem Gebiet der britischen, französischen und amerikanischen und der DDR auf dem Gebiet der sowjetischen Besatzungszone – im Jahr 1949 begann die getrennte wirtschaftliche Entwicklung im marktwirtschaftlich orientierten West- und dem kommunistischen Ostteil. Während schon 1947 bzw. 1949 die Talbrücke Holledau wieder befahrbar war, wurde die direkt auf der Grenze zwischen amerikanischer und sowjetischer Besatzungszone liegende Saalebrücke Rudolphstein zunächst nicht wieder aufgebaut. Mit der schon nach der Berlin-Blockade 1948 zunehmenden Abriegelung der sowjetischen Besatzungszone bzw. späteren DDR nach Westen wurde das Bauwerk ohnehin vernachlässigt. Höhepunkt dieser Abriegelung war der Bau der Berliner Mauer im Jahr 1961 sowie die Befestigung der innerdeutschen Grenze. Der Interzonenverkehr zwischen Bayern und (West-)Berlin musste über die ehemalige Reichsstraße 2 und den Grenzübergang Juchhöh ausweichen.
Ursprünglich endete die Autobahn in München mit der heutigen Anschlussstelle München-Freimann (74). Sie wurde zwischen 1958 und 1960 über die Hochbrücke Freimann bis zum heutigen Ende an der Anschlussstelle München-Schwabing (76) verlängert.

#### Wiederaufbau der Saalebrücke

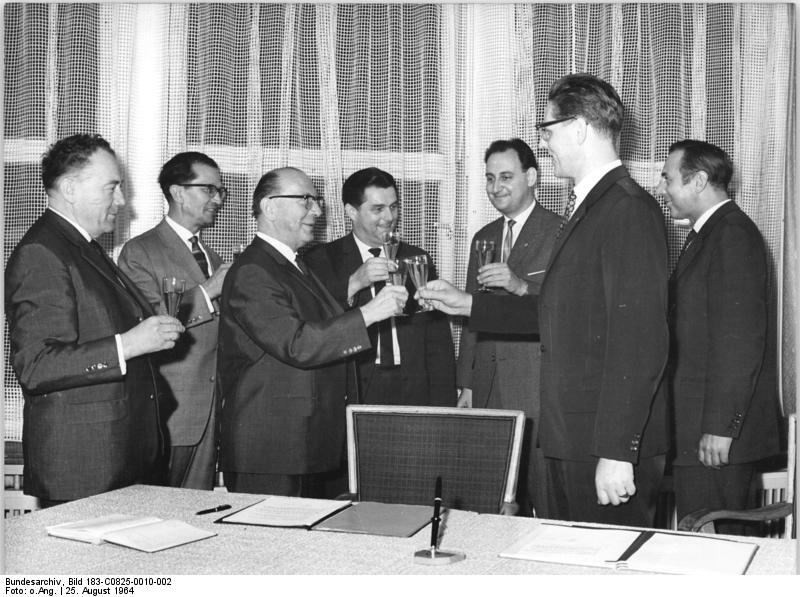
Protokollunterzeichnung über den Wiederaufbau der Saalebrücke Hirschberg/Rudolphstein zwischen Vertreten beider deutscher Staaten, 25. August 1964

Nachdem am 30. Juni 1946 die Grenze zwischen der sowjetischen und den westlichen Besatzungszonen gesperrt wurde, folgte nach Gründung der beiden deutschen Staaten 1949 ein immer weiter voranschreitendes Abriegeln der Zonengrenze, das schließlich mit dem Bau der Berliner Mauer und der gleichzeitigen Befestigung der innerdeutschen Grenze zwischen BRD und DDR ab 1961 seinen Höhepunkt erreichte.
Die in den letzten Kriegstagen durch die Wehrmacht zerstörte Saalebrücke bei Rudolphstein lag genau auf der Zonengrenze und wurde daher nach 1945 zunächst nicht wieder aufgebaut, anders als die restlichen Überführungen im Streckenverlauf, die bis 1955 allesamt wiederhergestellt worden waren. Der größte Teil der Brücke lag auf dem Gebiet der sowjetischen Besatzungszone bzw. 1949 der DDR, nur ein kleiner Teil in Bayern. Der Verkehr von und nach Berlin musste bei Hof die Autobahn verlassen und ein kurzes Stück der Autobahn Hof–Chemnitz (heutige BAB 72) benutzen, das, ebenfalls aufgrund der Zonengrenze, nach einigen Kilometern ebenfalls unterbrochen war. Von dort ging es bis 1951 über Plauen und Schleiz, ab 1951 über die B 2 über Töpen zum Grenzübergang Juchhöh und die kurvige Landstraße entlang über Gefell und Zollgrün wieder auf die Autobahn.
Trotz der gerade in den 1960er Jahren noch starken ideologischen Gegnerschaft der jeweiligen politischen Systeme gelang es, zwischen dem Autobahnamt Nürnberg (neue Bezeichnung der OBR Nürnberg ab 1954, heute Autobahndirektion Nordbayern) und dem Ministerium für Verkehrswesen der DDR einen Vertrag auszuhandeln, die zerstörte Saalebrücke im Rahmen einer gemeinsamen Kommission wieder aufzubauen und einen Autobahn-Grenzübergang einzurichten. Die Bauarbeiten hierfür begannen Ende 1963, nachdem die Bundesrepublik zusicherte, 5,5 Millionen DM bereitzustellen, um die von der DDR bereitgestellten Bauarbeiter für den Brückenbau zu bezahlen. Dieser Vertrag widersprach der bis 1969 gültigen Hallstein-Doktrin, nach der es Ziel der westdeutschen Politik war, die DDR außenpolitisch zu isolieren: Der ausgehandelte Vertrag könne als internationales Abkommen zwischen zwei souveränen Staaten interpretiert werden. Erst nachdem seitens der BRD ein weiterer Kredit in dreistelliger Millionenhöhe in Aussicht gestellt wurde, ließen die Vertreter der DDR den Anspruch fallen, den Vertrag ihrerseits als Ausdruck staatlicher Souveränität gegenüber der BRD auszulegen.
Die Baustelle direkt auf der stark gesicherten Zonengrenze war aufwändig zu sichern: Um Fluchten von Arbeitern nach Westen zu verhindern, wurden die Bauarbeiter von der SED-Führung selbst ausgesucht. Auf westdeutschem Gebiet durfte ein Zaun errichtet und mit ostdeutschen Wachen – allerdings unbewaffnet – gesichert werden. Der westdeutsche Teil der Brückenbaustelle war somit faktisch unter Kontrolle der DDR. An Weihnachten 1966 wurde nach rund zweijähriger Bauzeit die wiederaufgebaute Brücke fertiggestellt.

#### Transitverkehr durch die DDR

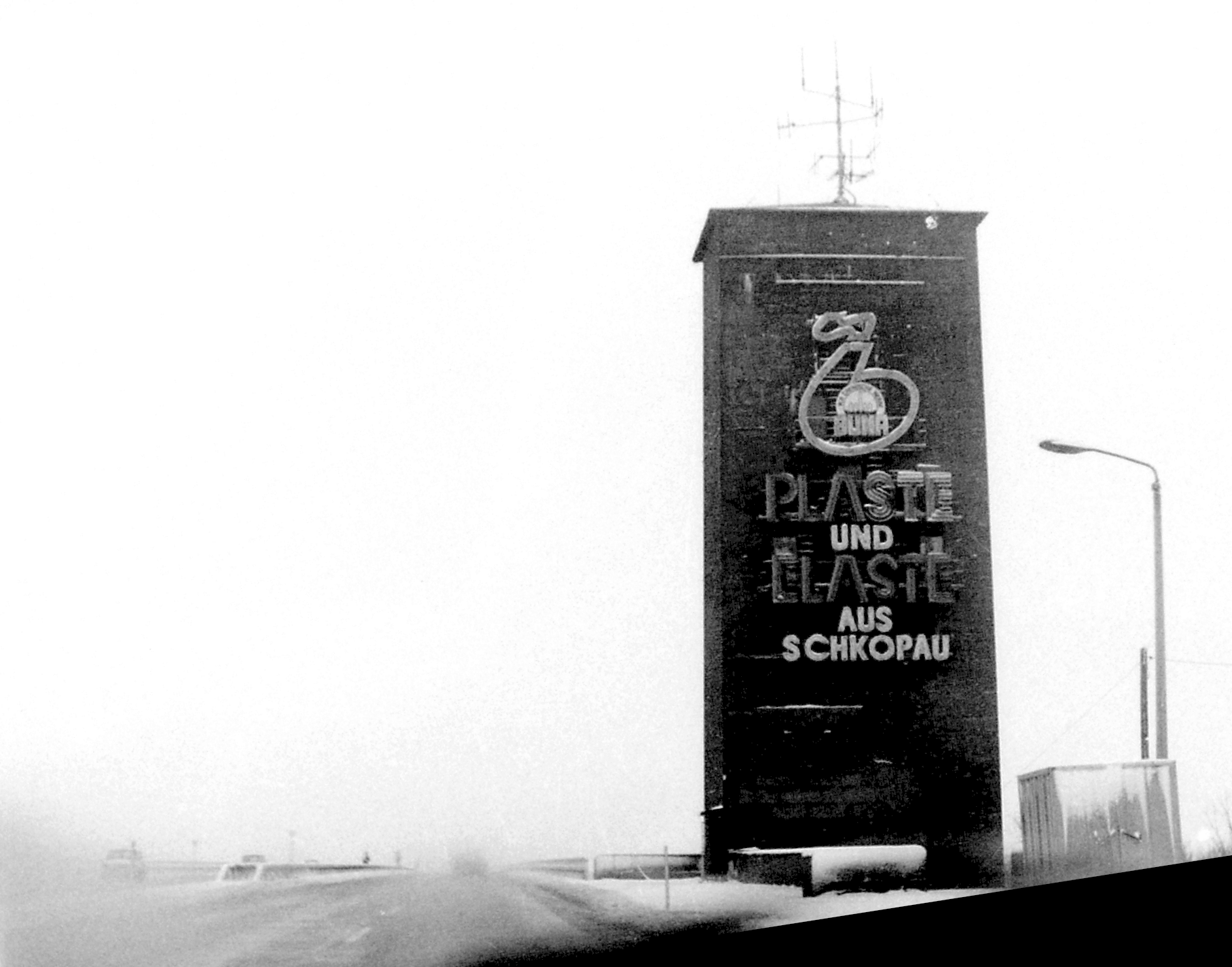
Leuchtreklame Plaste und Elaste aus Schkopau zu DDR-Zeiten am Turm der Elbebrücke Vockerode

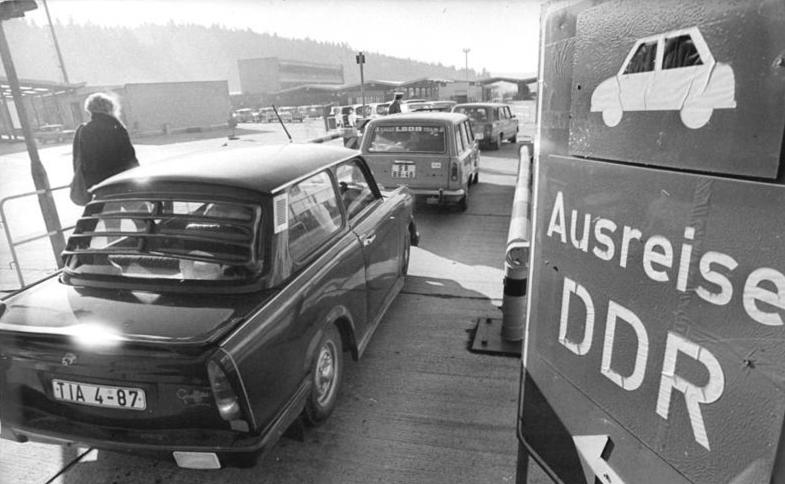
Grenzübergang Hirschberg/Rudolphstein, 1989

Der nördlich von Hof gelegene Teil der Autobahn wurde bis zur deutschen Wiedervereinigung als eine von vier Transitstrecken zwischen Westdeutschland und West-Berlin genutzt.
Nordöstlich der wiedererrichteten Saalebrücke wurde von 1964 bis 1966 der Grenzübergang Rudolphstein/Hirschberg eingerichtet. Er war einer von vier passierbaren Grenzübergängen im DDR-Transitverkehr zwischen Westdeutschland und West-Berlin. Die drei anderen möglichen Routen führten von Hamburg über die Fernverkehrsstraße 5 bzw. ab 1982 über eine neu gebaute Transitautobahn, vom Ruhrgebiet bzw. Hannover über den Grenzübergang Helmstedt/Marienborn (Checkpoint Alpha) der Reichsautobahn Ruhrgebiet–Berlin, der späteren BAB 2, und von Frankfurt am Main über den Grenzübergang Wartha/Herleshausen der Reichsautobahn Kirchheim–Dresden, der späteren BAB 4. Sowohl aus Richtung Frankfurt als auch aus Richtung München führte die Transitstrecke ab dem Hermsdorfer Kreuz in Richtung Norden über Leipzig und Dessau zum Berliner Ring. Dort traf auch der Verkehr aus Richtung Hannover auf die Strecke und folgte ein kurzes Stück dem Berliner Ring zum damaligen Abzweig Drewitz, wo ein Autobahnzubringer zum Kontrollpunkt Dreilinden (Checkpoint Bravo) führte.
Während der Hauptanteil des Transitverkehrs aufgrund der relativen Nähe zu West-Berlin (ca. 150 km) über den Grenzübergang Helmstedt/Marienborn abgewickelt wurde, war Rudolphstein/Hirschberg stets ein kleinerer Übergang mit relativ wenig Verkehr gewesen. Da in Nordbayern zum damaligen Zeitpunkt im Grunde nur die heutigen Bundesautobahnen 3 (Frankfurt–Nürnberg–Regensburg) und 9 (Berlin–Nürnberg–München) fertiggestellt waren, kam er nur für den Verkehr aus Bayern in Richtung Berlin infrage. Auf westdeutscher Seite wurde nach Inbetriebnahme des Grenzübergangs unmittelbar südlich der Saalebrücke eine Autobahnraststätte in Form einer begehbaren Brücke über die Fahrbahnen gebaut, um einen Ausblick auf die Grenzanlagen und den Grenzübergang zu ermöglichen. Auch die Erholung im Zuge der Wartezeiten vor der Einreise in die DDR war für den Betrieb des Brückenrasthauses Frankenwald ausschlaggebend.
Das Transitabkommen von 1971 im Zuge der Entspannungspolitik Willy Brandts erleichterte den Verkehr zwischen der BRD und West-Berlin durch DDR-Gebiet enorm. Reisende mussten nun in einer bestimmten Zeit die Strecke vom Grenzübergang zur BRD zum Grenzübergang nach West-Berlin zurücklegen, wozu die Visavergabe direkt im Fahrzeug erfolgte und keine Gepäckkontrollen durchgeführt wurden. Zusätzlich zahlte die BRD jährlich einen Betrag, um die Instandhaltung der Transitautobahnen und die Visagebühren zu bezahlen. Trotzdem befand sich der Autobahnteil in der DDR größtenteils in einem schlechten Zustand. Die Autobahn war ursprünglich aus Betonplatten konstruiert worden, und es bestand generell keine bauliche Trennung zwischen den beiden Fahrbahnen. Zwischen der Raststätte Rodaborn und der Abfahrt Schleiz bestand die Fahrbahn teilweise aus Kopfsteinpflaster, das zu DDR-Zeiten lediglich mit Asphalt überdeckt wurde. Erst Mitte der 1980er-Jahre wurde der Asphalt wieder entfernt und der Fahrbahnbelag in Beton ausgeführt.
In der DDR waren in die blaue Streckenbeschilderung daher gelbe Zusatztafeln mit dem blauen Schriftzug „Transit Westberlin“ bzw. in der Gegenrichtung mit „Transit BRD Grenzübergang Hirschberg“ eingefügt. Auf Entfernungsschildern hingegen stand generell „Berlin – Hauptstadt der DDR“, was sich auf die Streckenführung über das Schönefelder Kreuz nach Ost-Berlin bezog, sodass die Transitreisenden den kürzeren Weg bis West-Berlin selbst errechnen mussten.
Im August 1976 kam am Grenzübergang Hirschberg/Rudolphstein der italienische Fernfahrer Benito Corghi ums Leben, als er, um Einreisepapiere abzuholen, beim Überqueren der Grenze zu Fuß von einem Grenzpolizisten erschossen wurde.

#### Einführung der BezeichnungBundesautobahn 9
Zum 1. Januar 1975 wurde für die Autobahnen in der Bundesrepublik Deutschland und West-Berlin ein neues, einheitliches Nummerierungsschema eingeführt. Waren zunächst nur intern geführte Nummerierungen verwendet worden und auf den Wegweisern ausschließlich die Nummern der auf der Trasse verlaufenden Europastraßen ausgeschildert, wurde die neue nationale Nummerierung vorgezogen. Ein zuvor im Bedarfsplan Bundesfernstraßen 1971–1985 beschriebenes System, das den vom Berliner Ring abzweigenden Strecken die einstelligen Nummern A 1 bis A 6 zuordnete, konnte sich, auch im Hinblick auf die damals noch bestehende Deutsche Teilung, nicht durchsetzen.
Intern war bis dahin die Strecke in der Bundesrepublik in amtlichen Unterlagen und Straßenatlanten einige Jahre lang als A 3 bezeichnet worden, diese Nummer wurde an der Strecke jedoch nie ausgewiesen. Die Bezeichnung ging auf die entgegen dem Uhrzeigersinn verlaufende einstellige Nummerierung der vom Berliner Ring abzweigenden Autobahnen zurück, bei denen mit der Strecke Berlin–Hamburg als A 1 begonnen wurde.
Mit der Einführung des heute bestehenden Systems, das den für den Fernverkehr wichtigsten Strecken, die größtenteils schon zu Zeiten der Weimarer Republik als Hauptstrecken vorgesehen waren, einstellige Nummern zuordnete, wählte man für die östlichste Nord-Süd-Verbindung die Nummer BAB 9 (Bundesautobahn 9). Ein großer Vorteil des Systems, das auch die führende Nummer zwei- und dreistelliger Autobahnen einer bestimmten Region zuordnete, war, im Falle einer Wiedervereinigung bereits Nummern für die in der damaligen DDR liegenden Autobahnstrecken problemlos vergeben zu können. Im Wesentlichen waren dies die vorher für die Westberliner Stadtautobahnen vergebenen Nummern im 10er-Bereich, daneben auch die in der damaligen DDR verlaufenen Abschnitte der Bundesautobahnen 2, 4 und 9.
Die Münchner Stadteinfahrt der BAB 9 war in früheren Jahren ab dem Kreuz München-Nord als BAB 990 geplant.

#### Nach der Grenzöffnung
Der Zusammenbruch der DDR führte im November 1989 zur Öffnung der innerdeutschen Grenze und damit zu einer schlagartigen Veränderung der Verhältnisse. Noch am Abend des 9. November fuhren zahlreiche DDR-Bürger zum Grenzübergang, nachdem auf einer Pressekonferenz der Sekretär des ZK der SED für Informationswesen Günter Schabowski die sofortige Vergabe von Visa zur ständigen Ausreise bekannt gemacht hatte. Das bayerische Rote Kreuz war auf diesen Ansturm vorbereitet und baute Versorgungszelte auf westdeutscher Seite auf. Um den Grenzübergang vom stark angestiegenen Verkehr zu entlasten, wurde nur wenige Tage später der bisher brachliegende Autobahnabschnitt zwischen der Anschlussstelle Hof/Töpen und der innerdeutschen Grenze bei Heinersgrün provisorisch wieder befahrbar gemacht. Der Abschnitt war Teil der vor dem Zweiten Weltkrieg gebauten Reichsautobahn Hof–Chemnitz, hieß seit 1975 zunächst BAB 722 und seit 1992 BAB 72. Am 19. November 1989, nur zehn Tage nach der Grenzöffnung, wurde dieser Abschnitt bereits dem Verkehr übergeben.
Sorgen bereiteten die zahlreichen Unfälle im bayerischen Streckenabschnitt zwischen der Landesgrenze zu Thüringen und dem Kreuz Nürnberg. Aufgrund der relativen Randlage zu Zeiten der Deutschen Teilung und des dadurch geringen Verkehrsaufkommens folgte dieser noch weitgehend der originalen Reichsautobahntrasse mit kleinen Kurvenradien und starken Längsneigungen und wies über weite Strecken keinen Strandstreifen auf. Am 1. Dezember 1990 trat daher in nördlicher Richtung ein durchgehendes Tempolimit von 120 km/h in Kraft, für die Gegenrichtung galt fortan eine Richtgeschwindigkeit von 110 km/h. Bereits Anfang Januar 1991 meldete die Polizei einen deutlichen Rückgang der Unfallzahlen.
Die ehemalige Grenzübergangsstelle wurde abgerissen und die Parkplätze auf der östlichen Fahrbahnseite in eine bewirtschaftete Rastanlage (Rasthof Hirschberg) umgebaut. Dieser befindet sich nur drei Kilometer weiter nördlich der Raststätte Frankenwald, weist im Gegensatz zu dieser allerdings ein Motel auf.

### Liste der Verkehrsfreigaben
| Abschnitt                                  | Jahr | km     |
| ------------------------------------------ | ---- | ------ |
| AD Potsdam – Schkeuditzer Kreuz            | 1938 | 117 km |
| Schkeuditzer Kreuz – AS Bad Berneck        | 1936 | 164 km |
| AS Bad Berneck – AS Nürnberg-Fischbach     | 1937 | 88 km  |
| AS Nürnberg-Fischbach – Dirnismaning       | 1938 | 143 km |
| Dirnismaning – AS München-Freimann         | 1940 | 4,2 km |
| AS München-Freimann – AS München-Schwabing | 1960 | 3 km   |

## Verkehrsaufkommen
Als wichtige Nord-Süd-Verbindung zwischen der größten und der drittgrößten deutschen Stadt nimmt die BAB 9 sehr viel Fernverkehr auf – Teilstücke bei München zählen aufgrund des zusätzlichen starken Pendlerverkehrs mit über 120.000 Fahrzeugen täglich zu den stark frequentierten Straßen in Deutschland. Der Abschnitt zwischen der Anschlussstelle Garching-Süd und dem Autobahnkreuz München-Nord ist mit durchschnittlich 153.100 Fahrzeugen pro Tag der meistbefahrene Abschnitt der Autobahn.
Abschnitte mit DTV von mehr als 120.000 pro Tag
| Abschnitt                                     | DTV     |
| --------------------------------------------- | ------- |
| Kreuz Neufahrn – Eching                       | 124.100 |
| Eching – Garching-Nord                        | 139.800 |
| Garching-Nord – Garching-Süd                  | 146.700 |
| Garching-Süd – Kreuz München-Nord             | 153.100 |
| Kreuz München-Nord – München-Fröttmaning-Nord | 121.900 |

## Sechsstreifiger Ausbau Berlin–Nürnberg

Verkehrsprojekte Deutsche Einheit (Übersichtskarte)

Nach der Wiedervereinigung 1990 wurde der durchgehende sechsstreifige Ausbau des nördlichen Teils der BAB 9 – vom Beginn am Dreieck Potsdam bis zum Kreuz Nürnberg – als Verkehrsprojekt Deutsche Einheit (VDE) Nr. 12 in Angriff genommen. Mit einer Verkehrsbelastung von bis zu 50.000 Fahrzeugen pro Tag bei Bayreuth im Jahr 1990 war die alte, vierstreifige Trasse bereits nahe der Kapazitätsgrenze.
Bei Gründung der Deutsche Einheit Fernstraßenplanungs- und -bau GmbH (DEGES) im Oktober 1991 war eine Fertigstellung aller VDE-Projekte bis zum Jahr 2000 vorgesehen. Da die Streckenführung besonders zwischen Hof und Nürnberg mit Steigungen von teilweise über sieben Prozent und engen Kurvenradien noch aus den 1930er Jahren stammte und im Laufe der Zeit so gut wie nicht verändert wurde, beschloss man, abschnittsweise eine neue Streckenführung bei einer maximalen Steigung von 4,5 % zu realisieren. Teilweise hatte dies den Bau langer Talbrücken zur Folge.
Zwar waren die meisten Abschnitte der 371 km langen Ausbaustrecke kurz vor der Jahrtausendwende bzw. mit einiger Verzögerung bis Ende 2003 in Betrieb, jedoch verzögerte sich insbesondere der Ausbau in Thüringen und dauerte bis ins Jahr 2014. Den einzigen noch nicht ausgebauten Abschnitt entlang der Autobahn bildet derzeit noch das Hermsdorfer Kreuz, da die Hauptfahrbahn der BAB 9 hier nach wie vor nur vier Fahrstreifen aufweist.

### Brandenburg, Sachsen-Anhalt

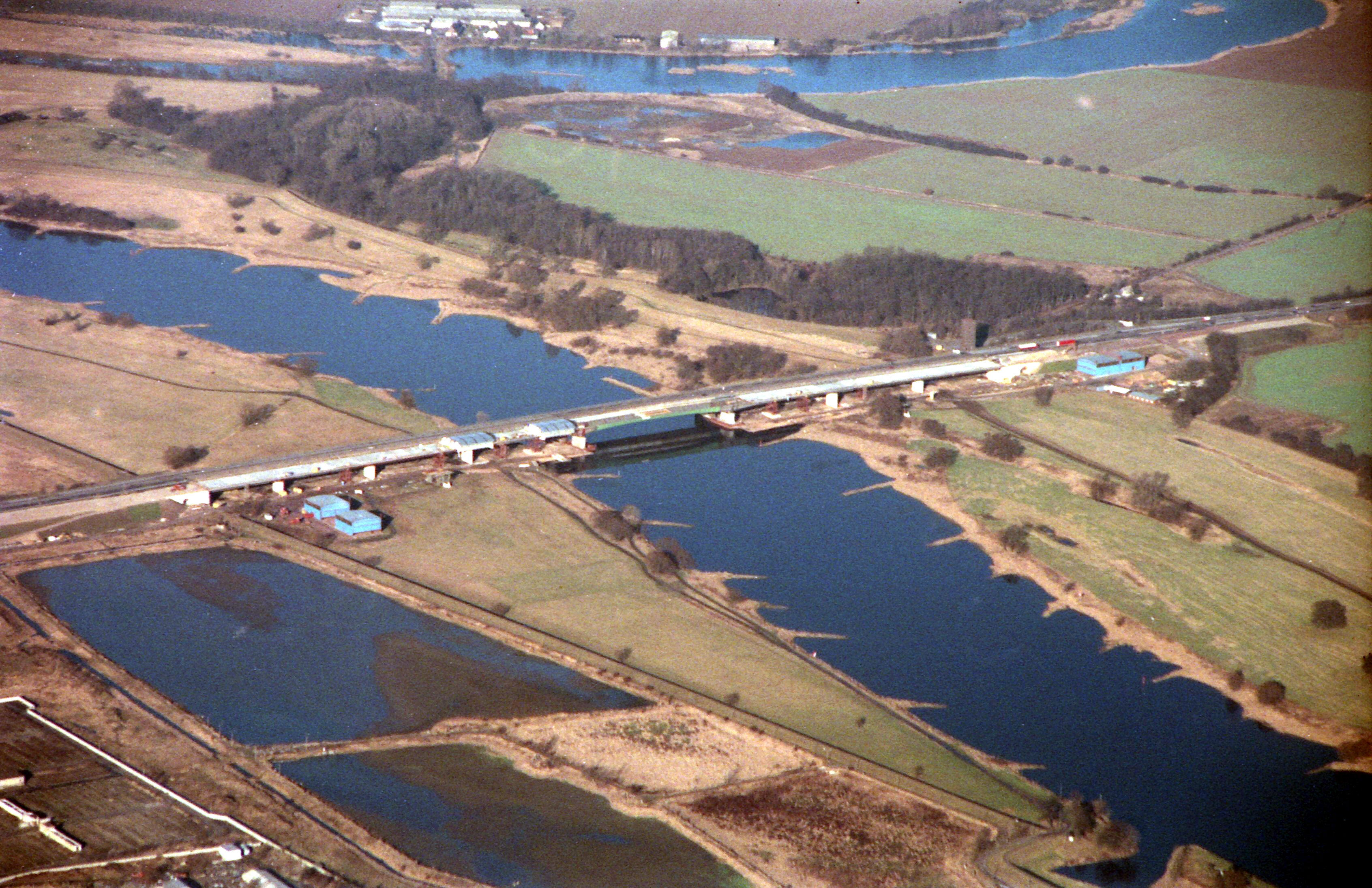
Neubau der Elbebrücke Vockerode, 1998

Der im Bundesland Brandenburg gelegene Abschnitt zwischen dem Dreieck Potsdam und der Landesgrenze zu Sachsen-Anhalt südlich der Anschlussstelle Klein Marzehns (6) wurde bis Oktober 1998 ausgebaut. Das Autobahndreieck Potsdam (zu DDR-Zeiten als Abzweig Leipzig bezeichnet) wurde dabei in seiner Bauform verändert, statt einer linksgeführten Trompete entstand ein Dreieck mit Tangentenlösungen. Da die Hauptverkehrsströme aus Richtung Süden auf die BAB 10 in Richtung Osten wechseln (einige Kilometer weiter besteht über die BAB 115 Anschluss ans Berliner Stadtzentrum), wurde die Hauptfahrbahn von der BAB 9 kommend sechsstreifig in die BAB 10 in Richtung Osten durchgebunden. Östlich des Autobahndreiecks ist letztere aufgrund des hohen Verkehrsaufkommens mittlerweile auf 8 Fahrstreifen erweitert worden.
Die Hagenbrücke, eine aus Ziegeln gemauerte, denkmalgeschützte Bogenbrücke aus dem Jahr 1936, wurde auf der östlichen Seite (Fahrtrichtung Berlin) durch ein modernes Bauwerk ergänzt. Zwischen den Anschlussstellen Brück (4) und Niemegk (5) entstand eine Rastanlage (Rasthof Fläming). Die Elbebrücke Vockerode wurde von 1996 bis 2000 durch einen Neubau ersetzt, wobei der markante Turm am nördlichen Widerlager erhalten blieb. Von der Elbebrücke bis zur Anschlussstelle Bitterfeld/Wolfen (12) ist der Ausbau bereits seit 1995 fertiggestellt. Ebenfalls noch vor dem Jahr 2000 vollendet war der Ausbau zwischen den Anschlussstellen Leipzig-West (17) und Droyßig (21b).
Die noch verbliebenen Abschnitte (Landesgrenze Brandenburg/Sachsen-Anhalt – Elbebrücke und Bitterfeld/Wolfen – Leipzig-West) wurden von 2000 bis November 2003 ausgebaut. Die Raststätte Köckern bei Bitterfeld-Wolfen wurde durch einen Neubau ersetzt. Das Schkeuditzer Kreuz bei Leipzig wurde in den Jahren 2000 bis 2003 erneuert, wobei die Verbindung von der BAB 14 aus Richtung Osten zur BAB 9 in Richtung Süden als halbdirekte Rampe (Overfly) ausgeführt wurde. Gleichzeitig wurde die BAB 14 zwischen den Anschlussstellen Halle/Peißen und Leipzig-Mitte ebenfalls sechsstreifig erweitert. Die Anschlussstelle Weißenfels (20) wurde nachträglich in ein Kleeblatt-Kreuz umgebaut, um die vierstreifig ausgebaute B 91 anzubinden. Seit 1997 ist in diesem Bereich bereits die Ortsumfahrung Weißenfels fertig.

### Bayern

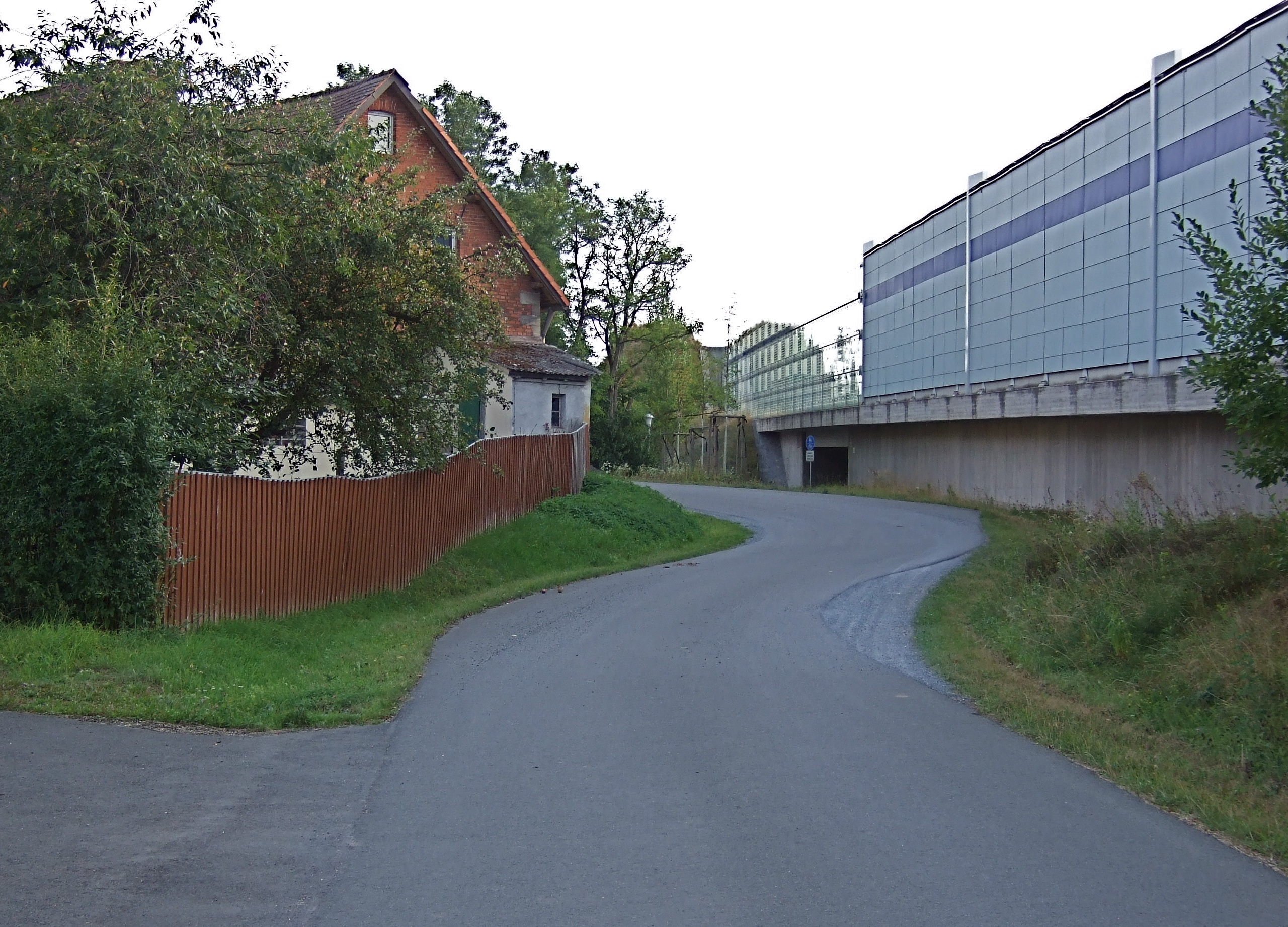
Lärmschutzwand in Bayreuth-Colmdorf
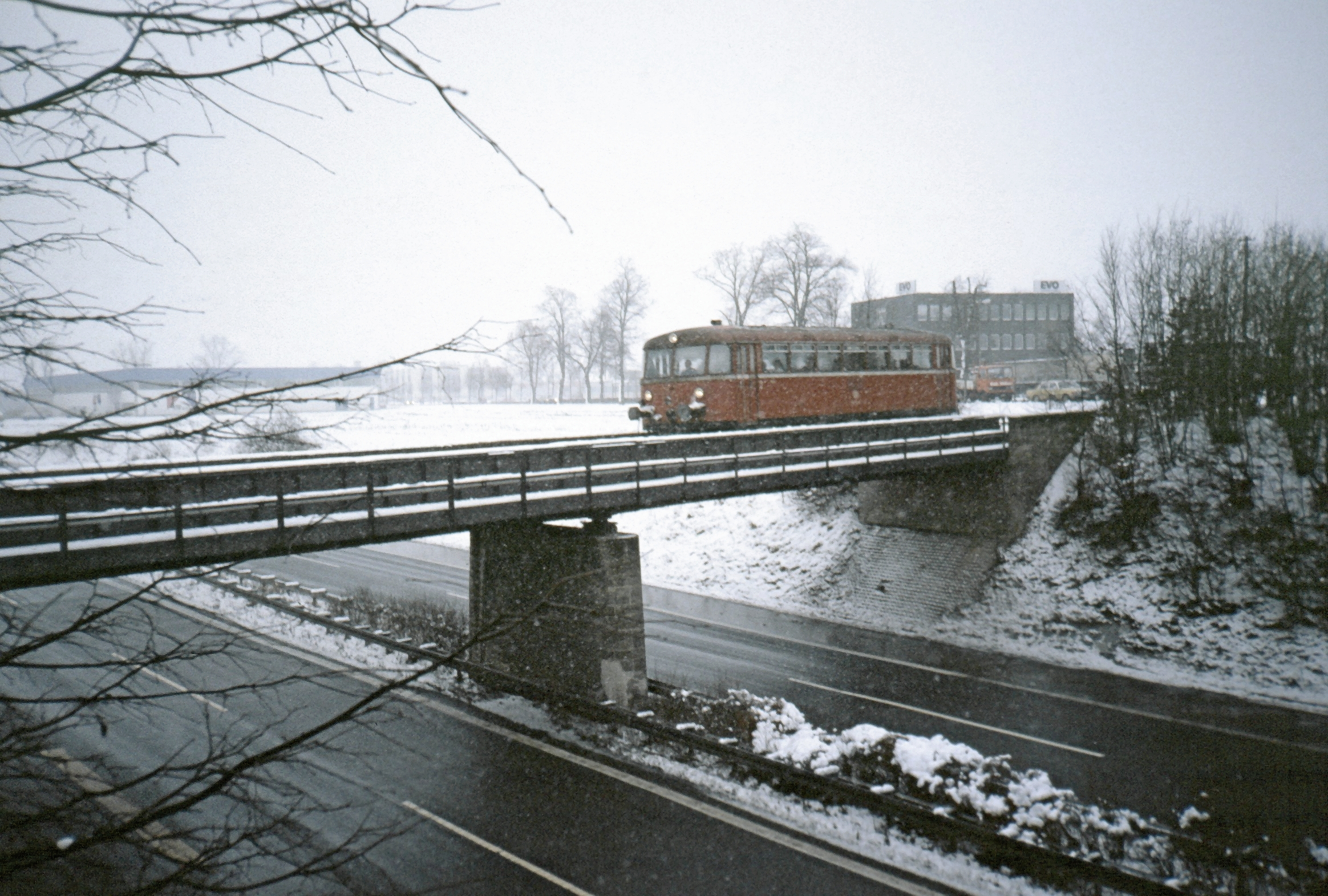
Vierspurige Autobahn bei Bayreuth im Jahr 1986, heute befindet sich hier die Lärmschutz-Einhausung Laineck

Zuerst wurde zwischen 1993 und 1995 der Abschnitt am südlichen Ende zwischen der Anschlussstelle Schnaittach (47) und dem Kreuz Nürnberg (50) durchgeführt. Hier waren die Bauarbeiten bereits 1995 abgeschlossen, ehe 1994 an einigen weiteren und 1996 an den meisten Stellen entlang der restlichen Trasse mit dem Bau begonnen wurde. Weitere kurze Abschnitte, die 1995 fertiggestellt wurden, lagen zwischen dem Dreieck Bayerisches Vogtland und der Anschlussstelle Hof-West (im Zuge des Neubaus des Autobahndreiecks und der Wiederherstellung der BAB 72 in Richtung Chemnitz) sowie zwischen den Anschlussstellen Münchberg-Süd und Gefrees. Im Jahr 1996 wurde der Abschnitt Weidensees–Hormersdorf fertiggestellt.
Der Bereich an der Landesgrenze zu Thüringen mit der Saalebrücke bei Rudolphstein wurde im Juni 1997 freigegeben. Ende September 1997 folgten die Abschnitte Hof-West (35)–Münchberg-Nord (36) und südlich der Anschlussstelle Trockau (43)–Weidensees (45), im November 1997 schließlich zwischen Marktschorgast (38) und dem Dreieck Bayreuth/Kulmbach (40a). Da die alte Trasse im Zuge des Abstiegs ins Tal des Weißen Mains zahlreiche enge Kurven aufwies und zudem mitten durch die Ortschaft Lanzendorf führte, wurde der Trassenverlauf insofern geändert, dass die Autobahn über die mehr als 1000 m lange Talbrücke Lanzendorf östlich an Lanzendorf vorbei geführt wird. Im Zuge dessen wurde die Anschlussstelle Bad Berneck im Fichtelgebirge ebenfalls nach Osten verlegt und in Bad Berneck/Himmelkron (39) umbenannt. Noch vor dem Ausbau wurde direkt an der alten Fahrbahn die Autobahnkirche Himmelkron errichtet und am 28. Juni 1998 geweiht – das Kirchengebäude steht daher heute etwas abseits der neuen Trasse. Die alte Trassenführung durch den Ort Lanzendorf ist auf Luftaufnahmen noch nachvollziehbar.
Der Auf- bzw. Abstieg von der Fränkischen Alb zwischen den Anschlussstellen Hormersdorf (47) und Schnaittach (48) wies bereits beim Bau in den 1930er Jahren getrennte Richtungsfahrbahnen auf. Zwischen 1996 und 1998 wurde dieser Abschnitt neu gebaut, indem man durch den Bau der Talbrücke Schnaittach die Längsneigungen von über sieben Prozent ausglich, die getrennte Führung der Richtungsfahrbahnen auf der westlichen bzw. östlichen Hangseite jedoch beibehielt. Neben der Raststätte Sophienberg zwischen Bayreuth und Trockau wurde auch die sich unmittelbar nordöstlich der Fahrbahntrennung befindliche Raststätte Hienberg aufgrund der zu geringen Kapazität im Zuge des sechsstreifigen Ausbaus aufgegeben. Mitte August 1999 wurde am Sophienberg mit dem Abbruch der östlichen Tank- und Rastanlage begonnen, Anfang September folgte ihr westliches Pendant. Ungefähr in der Mitte zwischen beiden Standorten wurde mit dem Rasthof Fränkische Schweiz/Pegnitz 1999 eine neue Rastanlage mit großer Kapazität gebaut. Die ehemalige Raststätte Sophienberg wurde in eine unbewirtschaftete Rastanlage mit WC umgebaut. Im Zuge des Ausbaus verschwanden auch zahlreiche kleinere Rastplätze, die durch einige wenige größere Anlagen ersetzt wurden. Nördlich der Anschlussstelle Pegnitz befand sich an einem dieser Parkplätze ein Denkmal in Form einer Bronzeglocke, das an die Unfalltoten an den deutschen Autobahnen erinnerte. Da dieser Parkplatz nicht mehr existiert, steht das Denkmal jetzt einige Kilometer südlich an der Raststätte Fränkische Schweiz/Pegnitz.

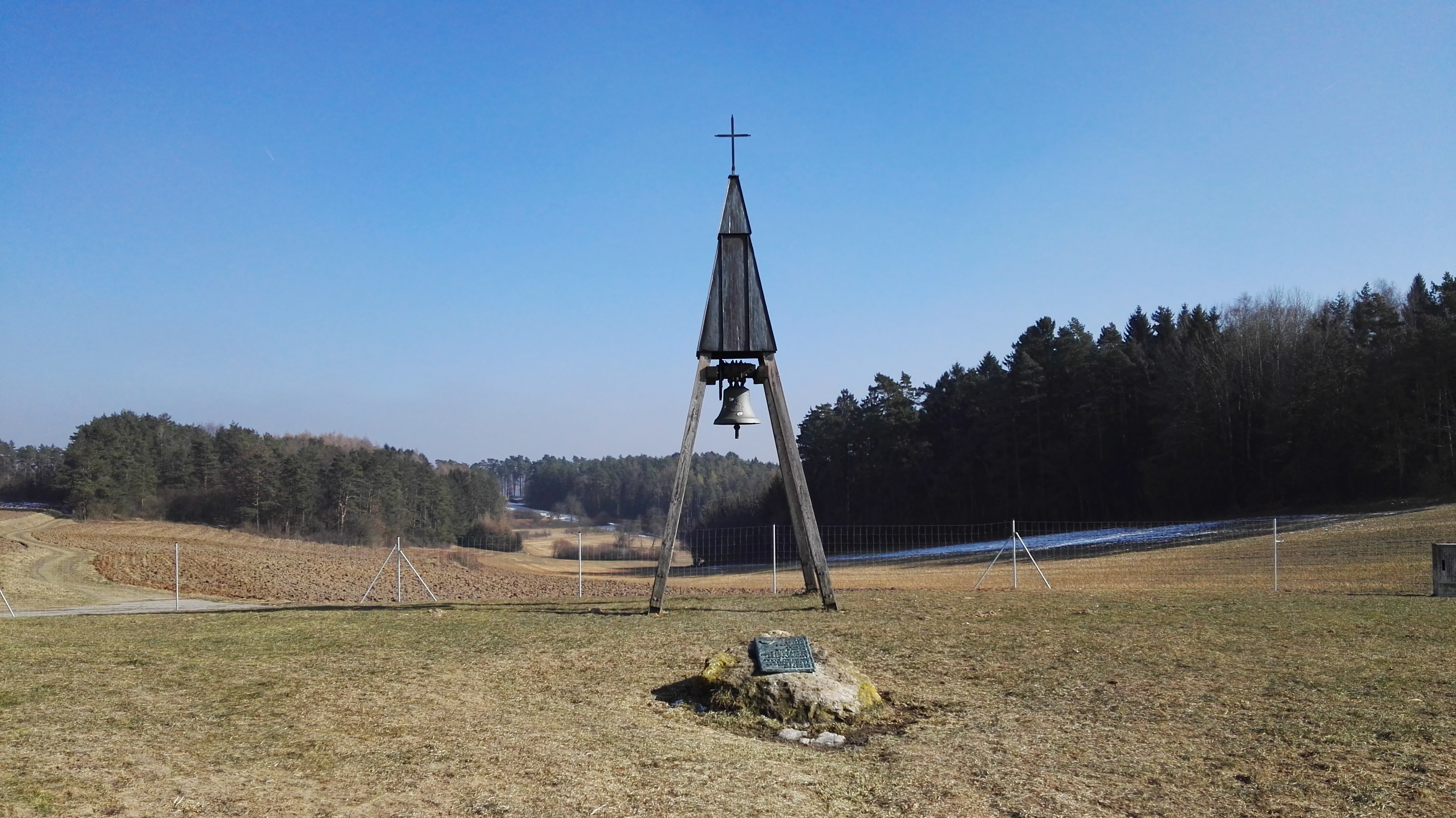
Denkmal an der Raststätte Fränkische Schweiz-Pegnitz
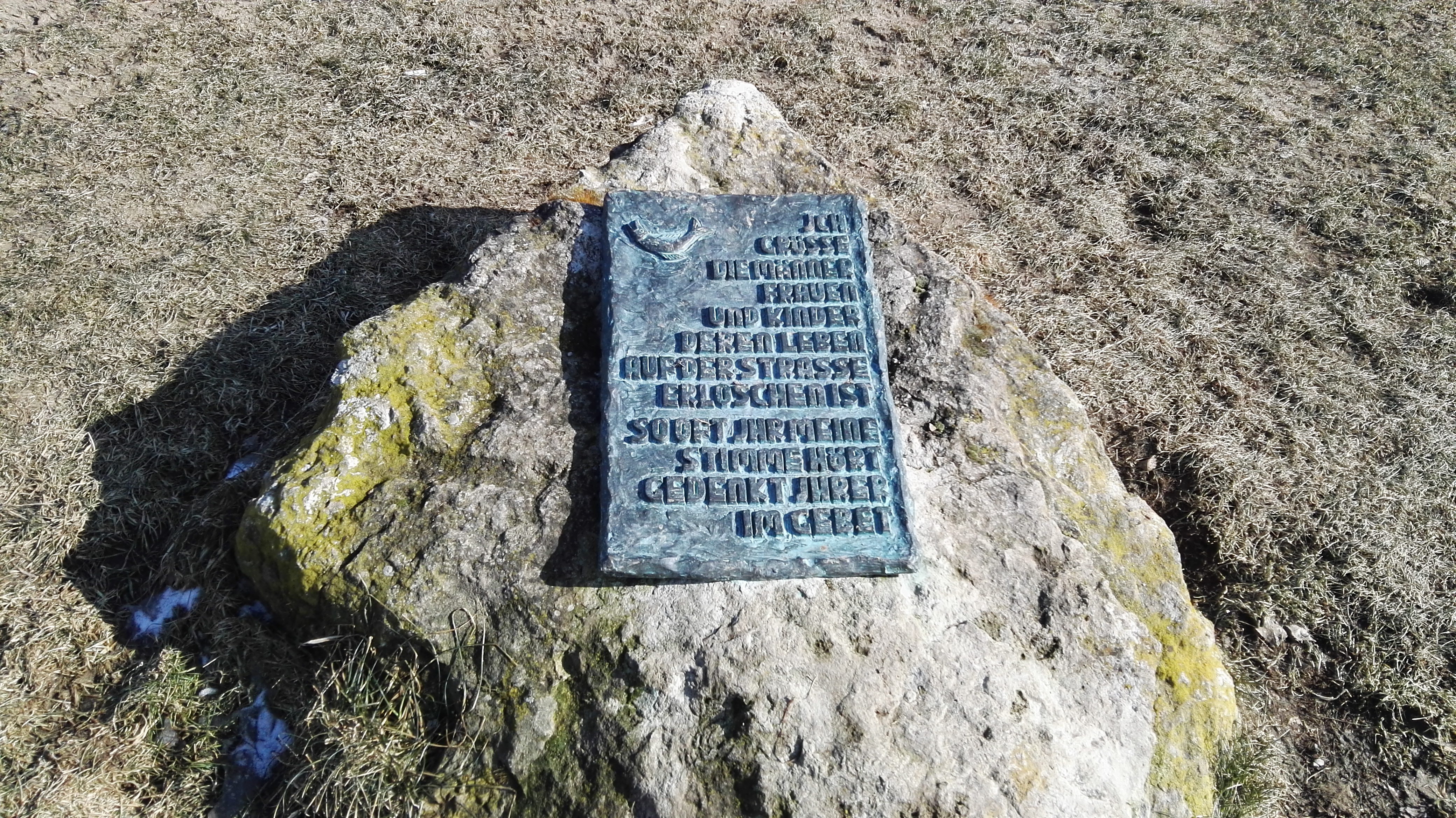
Inschrift: „Ich grüße die Männer, Frauen und Kinder, deren Leben auf der Straße erloschen ist. So oft ihr meine Stimme hört, gedenkt ihrer im Gebet“
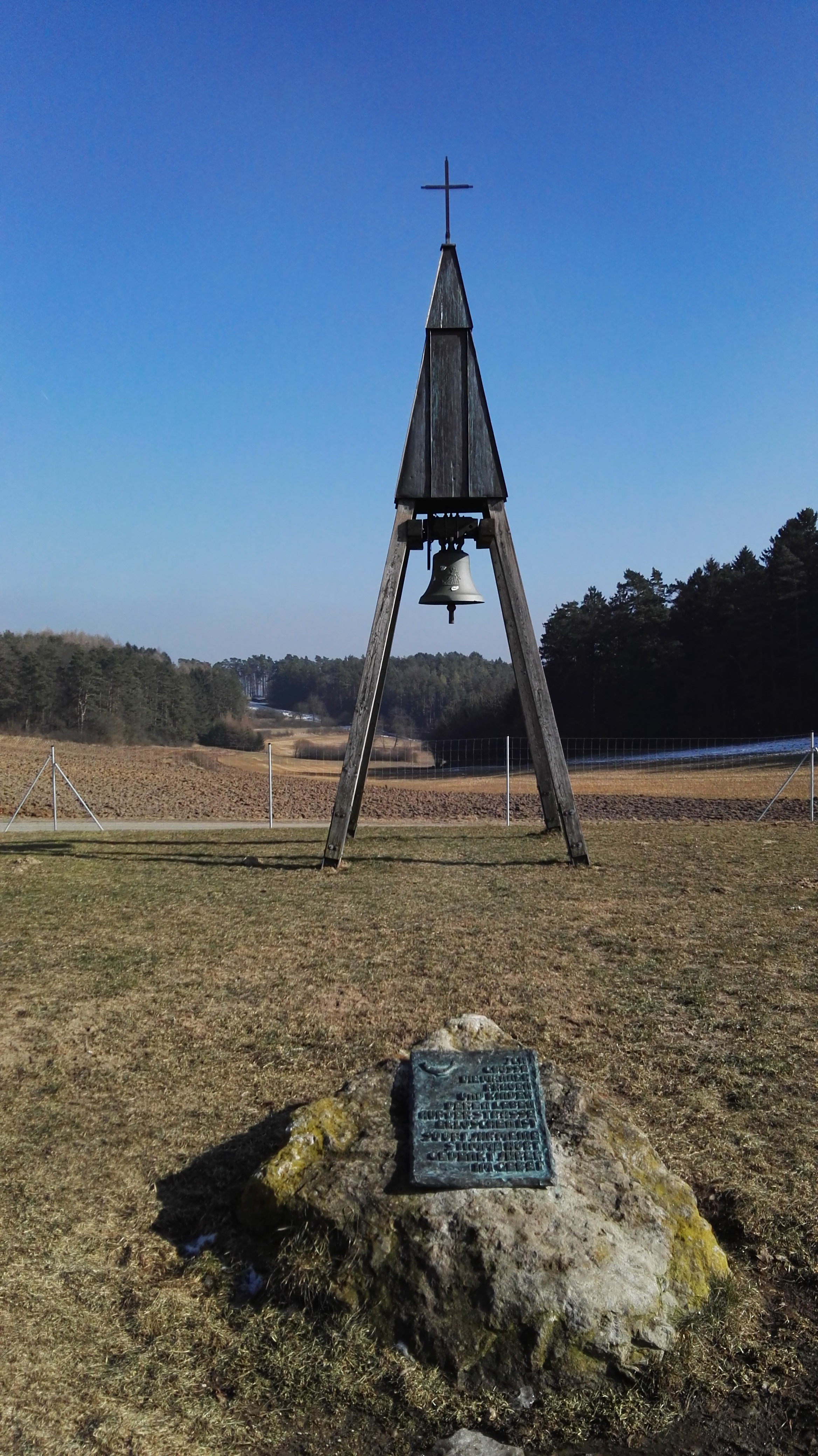
Bronzeglocke

Das Autobahndreieck Bayreuth/Kulmbach wurde im Zuge des Ausbaus von einer linksgeführten Trompete in ein vollständiges Dreieck mit halbdirekten Rampen umgebaut und in Fahrtrichtung Norden mit der Anschlussstelle Bindlacher Berg (40b) zusammengelegt. Letztere war vor dem Ausbau bis 1999 keine öffentliche Anschlussstelle, sondern als Militäranschluss den bis März 1992 auf dem Bindlacher Berg stationierten US-Streitkräfte vorbehalten. Bis zur nachfolgenden Anschlussstelle Bayreuth-Nord (41) bildete die Strecke früher eine der letzten Autobahnalleen in Deutschland.
Nachdem sich am 19. Oktober 1990 infolge einer Nebelbank zwischen den Anschlussstellen Münchberg-Nord (35) und Münchberg-Süd (36) eine schwere Massenkarambolage mit zehn Toten ereignete, wurde von 1998 bis 2000 die Taldurchfahrt durch eine knapp 500 m lange Talbrücke ersetzt. Anfang November 1999 wurde zunächst die westliche Brückenhälfte fertiggestellt, im November 2000 folgte dann die östliche Hälfte. Ende November 1999 war das Teilstück zwischen der Anschlussstelle Berg/Bad Steben (32) und dem Dreieck Bayerisches Vogtland ausgebaut.
Südlich von Bayreuth wurde im November 2000 der Abschnitt südlich der Anschlussstelle Bayreuth-Süd (42) bis nördlich der Anschlussstelle Trockau (43) fertiggestellt. Im Bereich der Anschlussstelle Trockau wurde der Verlauf verändert. Durch die östlich verlaufende Trasse mit der 600 m langen Talbrücke Trockau wurde zwischen 1998 und 2001 der mit bis zu sieben Prozent Längsneigung sehr steile und extrem kurvige Trockauer Berg entschärft.
Seit Fertigstellung der Talbrücke Trockau im Jahr 2001 gab es in Bayern nur noch einen nicht ausgebauten Abschnitt: Der 120 Millionen DM teuere Umbau zwischen der Anschlussstelle Bayreuth-Nord und dem Rastplatz Sophienberg zog sich bis ins Jahr 2006 hin. Aufwändige Vorkehrungen zum Lärmschutz wurden getroffen, neben Lärmschutzwänden wurde eine 320 Meter lange Einhausung bei Laineck gebaut.
- Lärmschutzwand in Bayreuth-Colmdorf
- Vierspurige Autobahn bei Bayreuth im Jahr 1986, heute befindet sich hier die Lärmschutz-Einhausung Laineck

### Thüringen

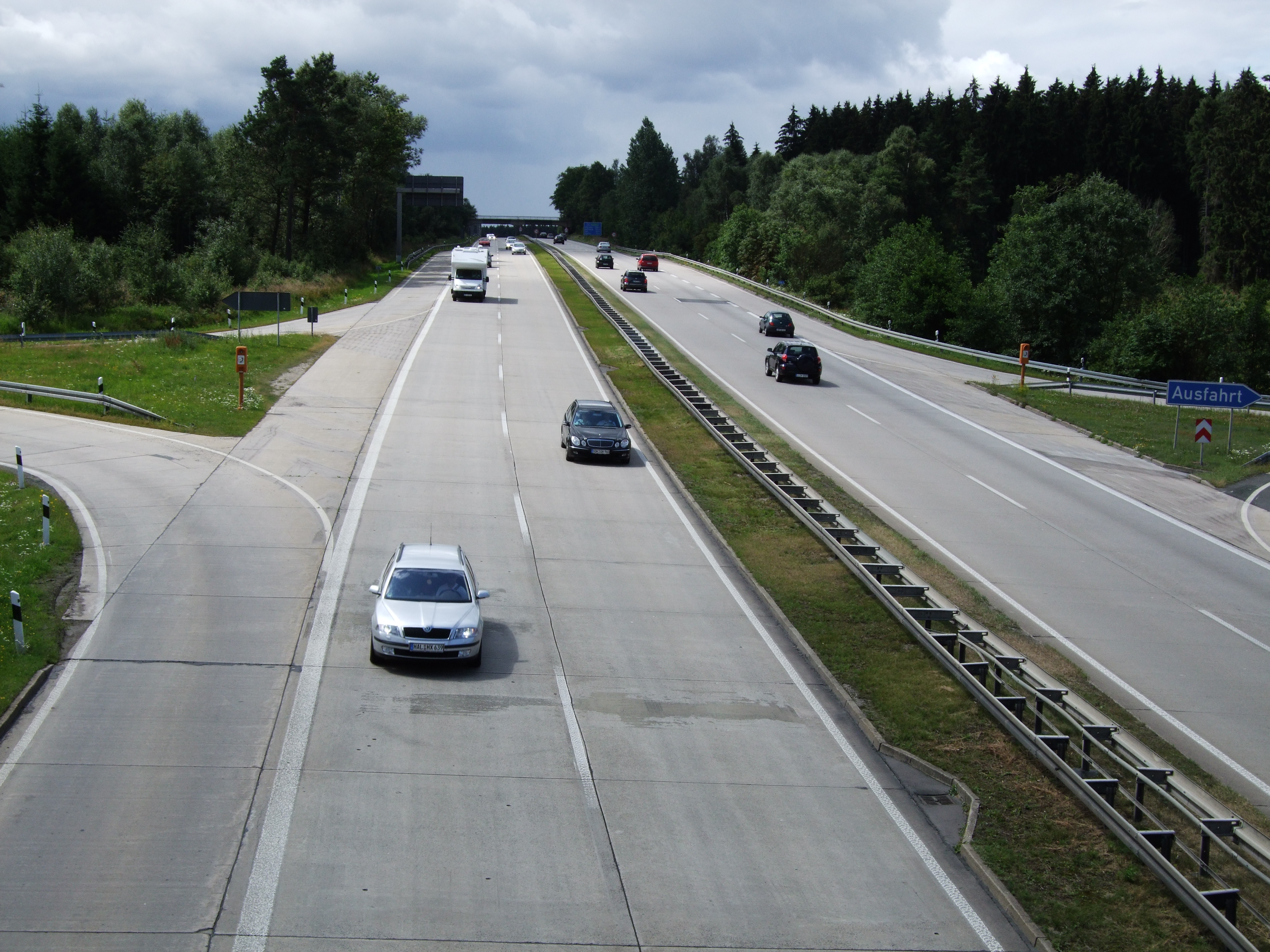
Noch nicht ausgebaute BAB 9 bei Dittersdorf, 2009

Zwischen der Landesgrenze zu Sachsen-Anhalt bei Droyßig und dem Hermsdorfer Kreuz war die Fahrbahn schon vor 2000 sechsstreifig befahrbar. Zwar wurde das Hermsdorfer Kreuz selbst von 1989 bis 1992 modernisiert und der Lärmschutz verbessert, es erfolgte jedoch noch kein Umbau. Diese Arbeiten wurden noch zu DDR-Zeiten, kurz vor der Wende, geplant und begonnen, um den Knotenpunkt leistungsfähiger zu machen.
Der Abschnitt zwischen dem Hermsdorfer Kreuz und der Landesgrenze zu Bayern wurde als letzter ausgebaut. Vom Hermsdorfer Kreuz bis zur Anschlussstelle Triptis (26) fand der Ausbau in zwei Abschnitten bis Ende 2002 bzw. zwischen November 2004 und 2007 statt. Die neue Tautendorfer Brücke wurde bereits Ende 2002 freigegeben und wurde parallel zum Bauwerk aus den 1930er Jahren gebaut. Im Zuge des Ausbaus wurde die Raststätte Rodaborn bei Triptis am 30. Juni 2004 geschlossen. Sie war 1928 als Ausflugslokal für die Bürger von Triptis eröffnet worden und wurde 1936 mit der Fertigstellung der Reichsautobahn zur ersten Autobahnraststätte Deutschlands. Zu DDR-Zeiten wurde sie in den 1970er-Jahren geschlossen und 1986 nur für Transitreisende durch die Bewirtungsgesellschaft Mitropa wieder eröffnet. An gleicher Stelle wurde nach der Schließung eine unbewirtschaftete Parkplatzanlage gebaut. In diesem Bereich entstand im Mai 2009 die neue Anschlussstelle Lederhose (25b).
Von der Wisentatalbrücke nördlich der Anschlussstelle Schleiz (28) bis zur Anschlussstelle Bad Lobenstein (29), wo der Ausbau bereits seit 1999 fertiggestellt ist, wurde die Strecke im zwei Teilabschnitten Ende 2002 bzw. im November 2004 sechsstreifig dem Verkehr übergeben.
Seit 2007 gab es an der BAB 9 nur noch einen längeren Abschnitt mit vier Fahrstreifen ohne Standstreifen. Es handelte sich um den 19 km langen Abschnitt südlich der Anschlussstelle Triptis bei Betriebs-Kilometer 205 bis nördlich der Anschlussstelle Schleiz bei Betriebs-Kilometer 224. Ein Grund für die Verzögerung war die Tatsache, dass in Sachen Finanzierung neue Wege ausprobiert und private Investoren mittels Ausschreibung gesucht wurden, die sich über die LKW-Maut refinanzieren sollen (sogenanntes A-Modell). Man verspricht sich davon eine höhere Qualität der Fahrbahn und eine schnellere Fertigstellung. Laut Mitteilung vom 4. August 2011 erhielt das Konsortium Via Gateway Thüringen GmbH & Co. KG (ehemals A9SixLanes) aus den Unternehmen VINCI Concessions (47,5 %), BAM PPP (47,5 %) und Reinhold Meister GmbH (5 %) den Zuschlag für den Ausbau. Die Bauarbeiten wurden von einem Baukonsortium unter Führung von Eurovia, Wayss & Freytag Ingenieurbau (Tochter von Royal BAM) und Reinhold Meister ausgeführt und begannen 2012. Der Abschnitt wurde am 5. September 2014 freigegeben, letzte Arbeiten wurden im November 2014 abgeschlossen. Der Ausbau der BAB 9 hat somit rund 25 Jahre gedauert.
Trotz des sechsstreifigen Ausbaus sind noch einige Bauwerke der Originalstrecke erhalten geblieben, wie z. B. die Brücke in der Holledau bei der Raststätte Holledau, die Saalebrücke in Fahrtrichtung München zwischen Bad Lobenstein (29) und Rudolphstein (30) sowie die Tautendorfer Brücke in Fahrtrichtung Berlin zwischen Hermsdorf-Süd (25a) und Lederhose (25b). Zwischen dem Kreuz Rippachtal (19) und der Abfahrt Naumburg (21a) führen noch drei Originalbrücken über die Autobahn.

## Weiterer Ausbau

### Anschlussstelle Bayreuth-Nord

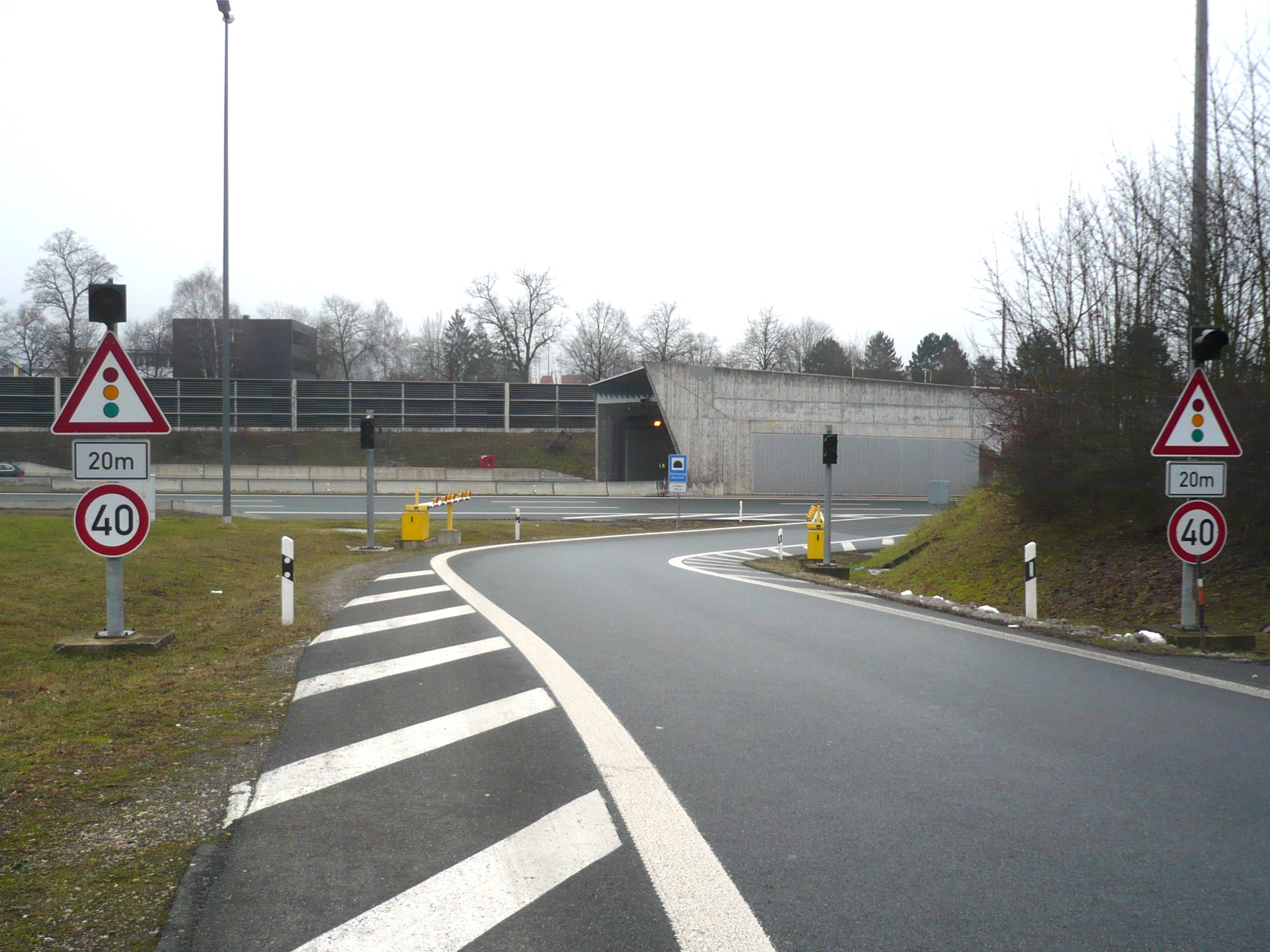
Zufahrt in Richtung Nürnberg der Anschlussstelle Bayreuth-Nord, im Hintergrund die Ausfahrt der Einhausung in Richtung Berlin

Die Anschlussstelle Bayreuth-Nord (41) wurde in den frühen 1970er-Jahren im Zuge des Ausbaus der B 2 nach Norden verlegt. Der Beschleunigungsstreifen der Auffahrt in Richtung Nürnberg liegt innerhalb der zwischen 2002 und 2006 errichteten Einhausung Laineck. Er ist durch eine Ampelanlage mit Schranke gesichert, die enge Auffahrtkurve darf nur mit 40 km/h befahren werden.
Die Anschlussstelle der Westseite ging bis dahin von der Eremitagestraße kurz oberhalb der Hölzleinsmühle ab und war sehr steil. Im Dreieck dieser Anschlussstelle lag ein Gebäude der Autobahnmeisterei, die aber bereits kurz nach der Fertigstellung der Autobahn nach Trockau verlegt wurde. Es ist noch erhalten, aufgrund der neuen Einhausung von der Autobahn aus aber nicht mehr zu sehen. Die Anschlussstelle auf der Ostseite führte kurz vor der neuen Brücke direkt auf die Bindlacher Allee. Die ehemalige Trasse war bis zum Neubau der Firma Knoll noch in den Feldern sichtbar. Beide Anschlussstellen hatten keine Beschleunigungs- und Verzögerungsstreifen.
Innerhalb des Dreiecks der alten Anschlussstelle in Fahrtrichtung Nord wurde 1937 eine „Behelfstankstelle“ mit „Erfrischungsbetrieb“ angelegt, die nach Ausbruch des Zweiten Weltkriegs zu einer dauerhaften Einrichtung wurde. Direkt gegenüber entstand ein Pendant, das zunächst als „Fasslager“ bezeichnet, bald aber ebenfalls zur Behelfstankstelle aufgewertet wurde. Die beiden Anlagen wurden erst durch die am 4. Februar 1971 eröffnete Raststätte Sophienberg ersetzt.

### Sechsstreifiger Ausbau Nürnberg–München
Schon Ende der 1970er Jahre wurde der komplette Abschnitt zwischen dem Autobahnkreuz Nürnberg und der Anschlussstelle München-Frankfurter Ring durchgehend auf sechs Fahrstreifen erweitert. Neben der BAB 3 zwischen Köln und Frankfurt war dieser bei seiner Fertigstellung einer der ersten Autobahnabschnitte in Deutschland, der über eine längere Strecke sechs Fahrstreifen aufwies.
Da zur Zeit der Deutschen Teilung während der 1970er Jahre die Hauptverkehrsachse von München in nördliche Richtung von der BAB 9 auf die BAB 3 in Richtung Würzburg verlief, von wo aus man entweder weiter in Richtung Ruhrgebiet und Frankfurt bzw. über die BAB 7 über Hannover nach Hamburg gelangen konnte, wurde das Kreuz Nürnberg umgebaut. Die Relation Würzburg–München wurde als durchgehende Hauptfahrbahn realisiert, womit man, um auf der BAB 3 aus Richtung Würzburg bzw. auf der BAB 9 aus Richtung München kommend jeweils die Hauptfahrbahn verlassen muss, um auf der jeweiligen Autobahn zu bleiben (TOTSO). Alle übrigen Relationen im Kreuz wurden beibehalten, ebenso die nun überflüssige Schleife für die Verbindung München–Würzburg, die nur für den Betriebsdienst freigegeben wurde. Hier war noch bis 2018, als die Rampe asphaltiert wurde, das Kopfsteinpflaster aus den 1930er Jahren vorhanden. Zusammen mit der BAB 9 wurde auch die BAB 3 bis zum Kreuz Fürth/Erlangen auf sechs Fahrstreifen erweitert.
Der Aufstieg aus dem Altmühltal auf die Fränkische Alb am sogenannten Kindinger Berg konnte aufgrund der Lage am Berghang nicht in der bestehenden Trasse erweitert werden. Die Fahrtrichtung München bekam daher eine von der Bestandsstrecke getrennt liegende Fahrbahn mit drei Fahrspuren und einem Seitenstreifen, die über eine Hangbrücke führt und eine geringere Steigung aufweist als die Strecke aus den 1930er Jahren. Letztere wurde nach Fertigstellung der neuen Richtungsfahrbahn München im Bereich der Fahrbahntrennung auf beiden ehemaligen Richtungsfahrbahnen für die Fahrtrichtung Berlin/Nürnberg eingerichtet. Der PKW-Verkehr fährt dabei auf zwei Fahrspuren der ehemaligen Richtungsfahrbahn München, der LKW-Verkehr auf einer Fahrspur der ehemaligen Richtungsfahrbahn Nürnberg. Nur letztere besitzt darüber hinaus einen Standstreifen.
Die denkmalgeschützte Talbrücke Holledau südlich des gleichnamigen Autobahndreiecks wurde nicht durch einen parallelen Neubau ersetzt. Da das Bauwerk bereits vor dem Ausbau aus zwei Einzelbauwerken bestand, wurde zwischen 1978 und 1979 durch den Einbau einer Spannbetonbrücke die Lücke zwischen den beiden Bauwerken geschlossen, wodurch der breitere Überbau drei Fahrstreifen aufnehmen konnte.

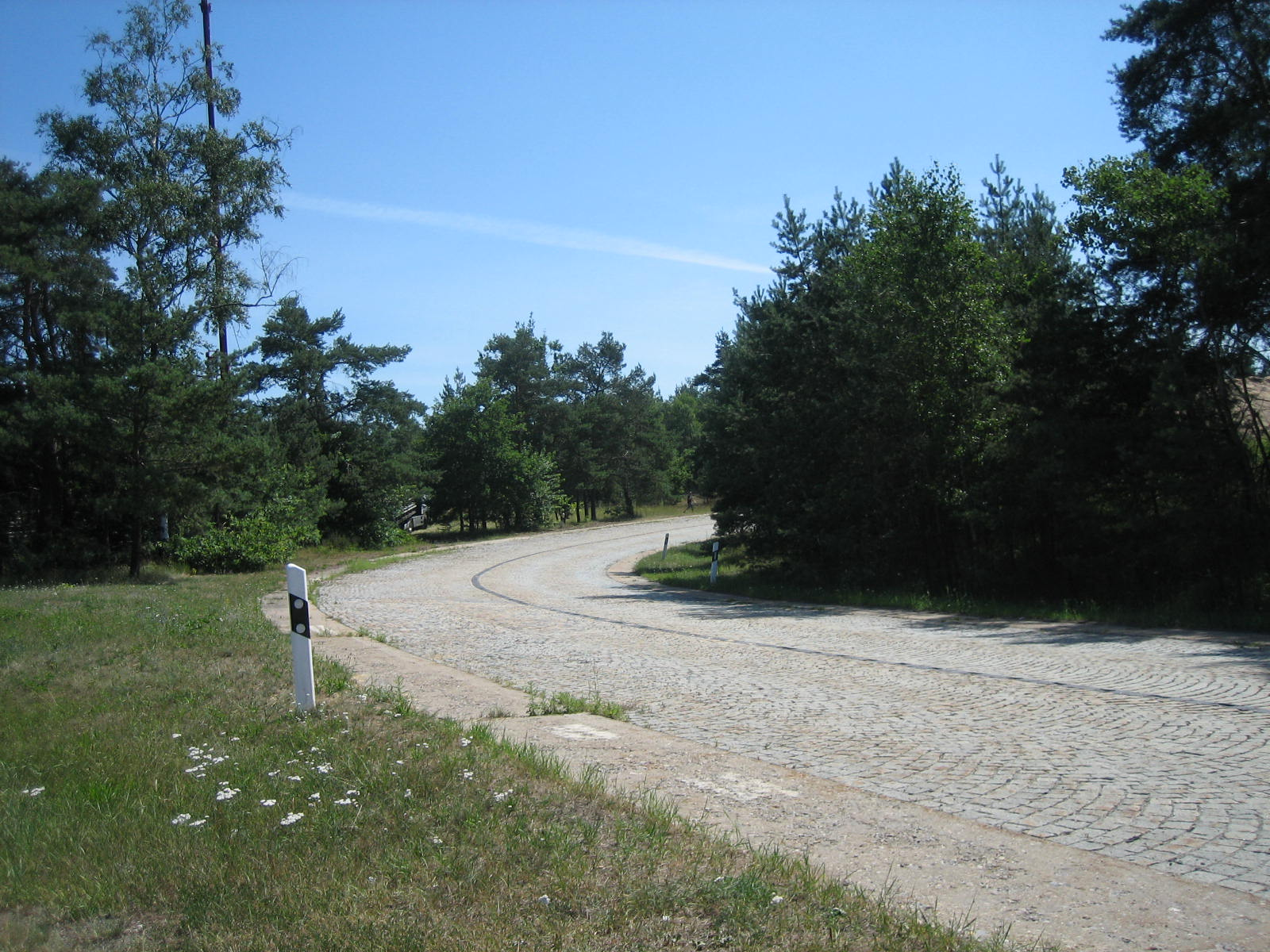
Originalpflaster im AK Nürnberg
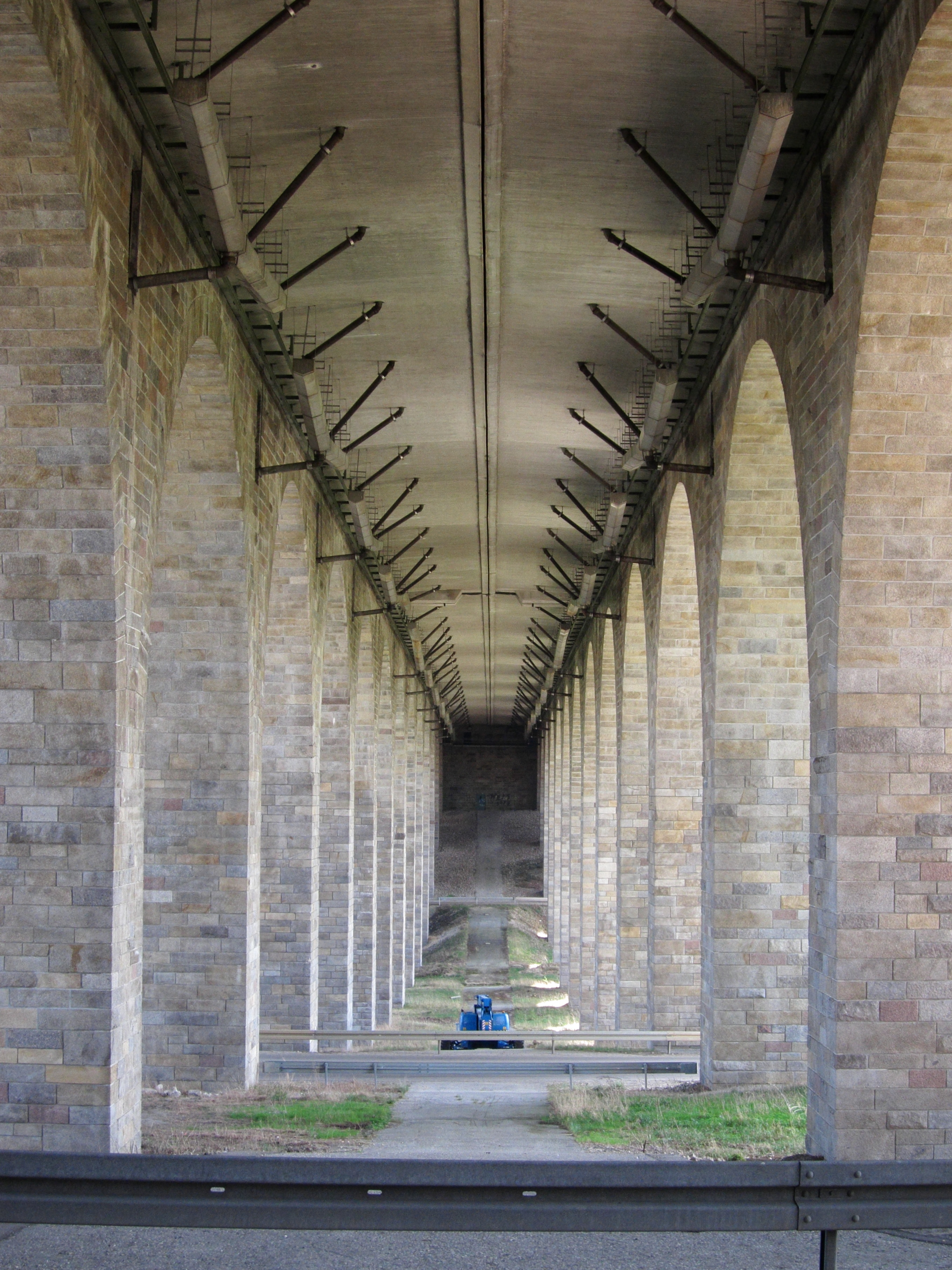
Holledaubrücke mit Verbreiterung an der Innenseite

### Ausbau bei München und Standstreifenfreigabe Holledau–München
Der zuletzt im Jahr 2008 mit durchschnittlich 143.000 und an Spitzentagen mit bis zu 184.000 Fahrzeugen hoch belastete Abschnitt zwischen den Autobahnkreuzen Neufahrn und München-Nord wurde zwischen 2004 und 2006 auf acht Fahrstreifen ausgebaut. Vom Jahr 2000 bis zum Beginn des achtstreifigen Ausbaus war dieser Abschnitt einer der ersten in Deutschland, auf denen in Spitzenzeiten der Standstreifen als zusätzlicher Fahrstreifen freigegeben wurde. Im Autobahnkreuz Neufahrn wurde von 2009 bis 2011 eine zusätzliche, zweispurige Verbindungsrampe (Overfly) für die Relation Deggendorf–München-Schwabing errichtet. Außerdem besitzen seitdem auch die Rampen für die Relation Nürnberg–München-Feldmoching (und umgekehrt) und München-Schwabing–Deggendorf zwei Fahrstreifen.
Da der achtstreifige Ausbau zwischen Neufahrn und dem Dreieck Holledau weiterhin nicht absehbar ist, befindet sich auf diesen Abschnitt seit 2016 eine temporäre Seitenstreifenfreigabe. Schon seit 2006 ist der ursprünglich geplante und auch in Teilen ausgeführte Ausbau des Dreiecks Holledau zu einem Autobahnkreuz im Gespräch. Ziel ist jedoch nicht mehr die Verlängerung der A 93 nach Augsburg, sondern die Erschließung des Landkreises Pfaffenhofen.

### Teststrecke für autonomes Fahren
Abschnitte in Bayern sollen als Testfeld für Innovationen im Bereich autonomes Fahren und Assistenzsysteme dienen. Das Projekt Digitales Testfeld Autobahn wurde im September 2015 initiiert. Ende 2016 wurden zwischen Pfaffenhofen und Kreuz Holledau spezielle Landmarkenschilder aufgestellt. Diese runden Schilder mit schwarz-weißem Muster dienen der zentimetergenauen Positionsbestimmung durch Kamera-unterstützte Navigation. Insbesondere kann so die Positionsgenauigkeit im regulären Verkehr anhand unabhängiger Fixpunkte gemessen werden.

## Planungen
- Ausbau Hermsdorfer Kreuz auf sechs Fahrstreifen (in Planung)
- Verbreiterung auf acht Fahrstreifen zwischen AK Nürnberg und AK Nürnberg-Ost (weiterer Bedarf mit Planungsrecht)
- Verbreiterung auf acht Fahrstreifen zwischen AD Holledau und AK Neufahrn (weiterer Bedarf mit Planungsrecht)
- Verbreiterung auf sechs Fahrstreifen zwischen AS München-Frankfurter Ring und AS München-Schwabing (weiterer Bedarf)

## Besonderheiten

### Verlauf im Grenzgebiet
Zwischen den Anschlussstellen Halle (13) und Bad Dürrenberg (18) quert die Autobahn auf einer Strecke von weniger als 30 km zwölfmal die Landesgrenze zwischen Sachsen-Anhalt und Sachsen, die teilweise dem Streckenverlauf entspricht. Ein Hinweisschild, dass man sich in Sachsen befindet, fehlt jedoch auf der gesamten Strecke.

### Militärausfahrten
Nur rund 800 Meter nördlich der heutigen Anschlussstelle Pegnitz (44), die zeitweise auch Pegnitz/Grafenwöhr hieß, lag bis in die frühen 1980er-Jahre eine Ausfahrt, die direkt auf die B 2 führte, die die Autobahn an dieser Stelle auf einer Brücke kreuzt. Die Anschlussstelle 44 hieß damals Grafenwöhr. Eingerichtet wurde sie als Zufahrt zum Truppenübungsplatz Grafenwöhr. Die B 85 unterquert dort die Autobahn, schweres militärisches Gerät hätte die Brücke an der Ausfahrt Pegnitz nicht benutzen können.
Auch die Anschlussstelle Bindlacher Berg war bis März 1992 den US-Streitkräften vorbehalten.

### Anschlussstelle Weidensees
Die Anschlussstelle Weidensees (45) hieß bis in die 1970er-Jahre Veldensteiner Forst und wurde wahrscheinlich in der Zeit des Nationalsozialismus auf Veranlassung von Hermann Göring gebaut, der in dem Waldgebiet eine Jagd hatte. Göring hatte im nahegelegenen Neuhaus an der Pegnitz die örtliche Burg Veldenstein gekauft, auf der er Teile seiner Jugend verbracht hatte, und hielt sich dort öfter auf. Der kleine Ort Weidensees selbst hätte problemlos über die Ausfahrten Pegnitz oder Plech versorgt werden können. Zwischen den Anschlussstellen Pegnitz und Plech erhielt die Autobahn zudem keinen geradlinigen Verlauf. Um Görings Jagdrevier nicht zu zerschneiden, wurde sie in einem Bogen westlich um jenes herum angelegt.

### Schnellfahrstrecke und Autobahn
Die Schnellfahrstrecke Nürnberg–Ingolstadt der Deutschen Bahn verläuft über weite Strecken parallel zur A 9. Sie ist die Fortsetzung der Neu- und Ausbauachse Berlin – Nürnberg (Verkehrsprojekt Deutsche Einheit Nr. 8).

### Anschlussstelle und Raststätte Holledau
Zwischen dem Dreieck Holledau (AS 65) und der Anschlussstelle Pfaffenhofen a.d. Ilm (66) befindet sich die Raststätte Holledau. Formell nur als Raststätte ausgeschildert, handelt es sich hierbei tatsächlich um eine Ab- und Auffahrt (ohne AS-Nummer) nach Geisenhausen (Schweitenkirchen) mit Anschluss an Geroldshausen (Wolnzach) und Walkersbach (Pfaffenhofen). Die Raststätte befindet sich an der Westseite (Fahrtrichtung Süden) der Autobahn; Raststättenbesucher in Richtung Norden nutzen die Landstraßen, um auf die andere Seite und wieder zurück zu gelangen.

### Berliner Bären

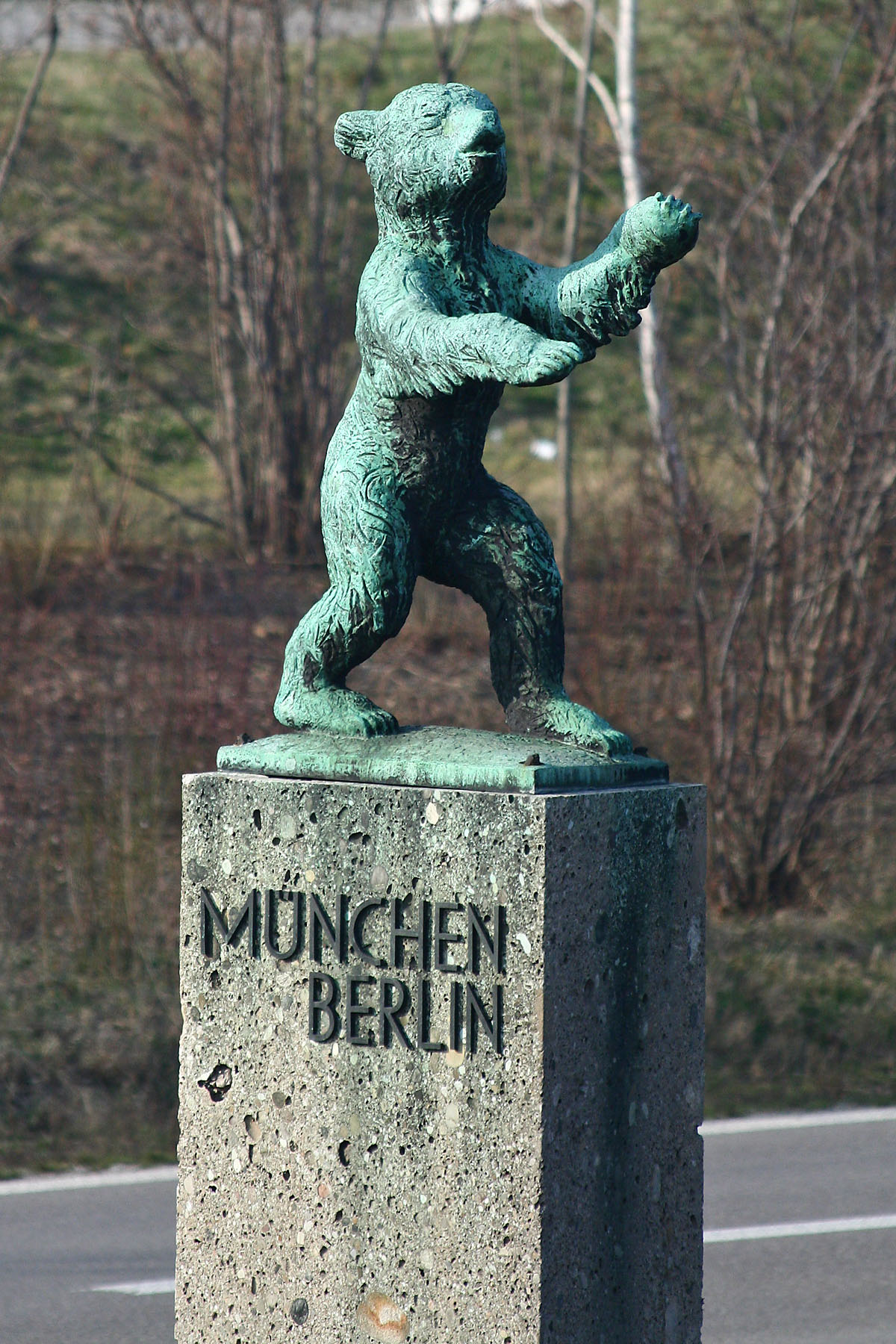
Skulptur Berliner Bär im Mittelstreifen der BAB 9 in München

Auf Höhe der Anschlussstelle München-Fröttmaning (73) steht auf dem Mittelstreifen zwischen den Fahrbahnen auf einem kleinen Sockel die Bronzestatue eines Berliner Bären mit der Aufschrift „MÜNCHEN BERLIN“. Er wurde von der Bildhauerin Renée Sintenis entworfen und am 6. Juni 1962 und im Rahmen der Freundschaftswoche Berlin in München von Willy Brandt (Regierender Bürgermeister von Berlin), Hans-Jochen Vogel (Oberbürgermeister von München), Alfons Goppel (Bayerischer Innenminister), Otto Friedrich Bach (Präsident des Berliner Abgeordnetenhauses) und Ernst Lemmer (Bundesminister für gesamtdeutsche Fragen) enthüllt. Neben dem Andenken an die Freundschaftswoche sollte die Statue auch als Mahnung für die ein Jahr zuvor durch den Mauerbau geteilte Stadt sowie die Abriegelung der innerdeutschen Grenze, über welche die Autobahn auf ihrem Weg nach Berlin führt, dienen. Ein Pendant zur Münchner Statue befand sich in West-Berlin an der heutigen BAB 115 kurz vor dem ehemaligen Grenzübergang Dreilinden.
Weitere Skulpturen, die einen Berliner Bären zeigen, wurden nach dem Krieg seit 1954 an zahlreichen Stellen im damals bestehenden westdeutschen Autobahnnetz – im Wesentlichen das der Reichsautobahnen der Nationalsozialisten – im Mittelstreifen aufgestellt. Sie bestanden aus einem Stein, auf dem ein Berliner Bär gemeißelt war sowie darunter eine Kilometerangabe. Entworfen wurden diese ebenfalls von Renée Sintenis. Entlang der BAB 9 befanden sich derartige Kilometersteine
- nördlich der Anschlussstelle Lenting (Berlin 500 km)
- im Bereich der Anschlussstelle Hormersdorf (Berlin 400 km)
- im Bereich der Anschlussstelle Berg/Bad Steben (Berlin 300 km)

Die beiden letztgenannten Steine wurden im Zuge des sechsstreifigen Ausbaus an den Fahrbahnrand umgesetzt, der Stein nördlich der Anschlussstelle Lenting steht heute am Beschleunigungsstreifen der Raststätte Köschinger Forst in Fahrtrichtung Norden.

## Schwere Verkehrsunfälle
- Am 18. Juli 1961 kam der deutsche Architekt Olaf Andreas Gulbransson bei einem Unfall zwischen Pfaffenhofen und der Holledau ums Leben.
- Am Nachmittag des 11. Februar 1985 fuhr bei Reichertshofen-Langenbruck in Bayern ein britischer Doppeldeckerbus auf einen abbremsenden Tanklastzug mit 6000 Liter Flugbenzin. 18 britische Soldaten einer Militärmusikkapelle kamen ums Leben.
- Am 23. Mai 1987 kam es durch einen umgekippten LKW auf dem gut ausgebauten, aber als gefährlich geltenden Abschnitt[45] nahe Allershausen bei schlechter Sicht und Nieselregen zur bis dato größten Massenkarambolage in Deutschland mit 183 Fahrzeugen, die zwei Todesopfer und 84 Verletzte forderte.[46][47][48]
- Am 19. Oktober 1990 geschah in der Münchberger Senke einer der schwersten Straßenverkehrsunfälle in der deutschen Geschichte. Im Nebel ereignete sich eine Massenkarambolage mit zehn Toten, 120 Verletzten und 170 beschädigten Fahrzeugen. Zur Behebung dieser Unfallquelle (Nebeltal) wurde die Fahrbahn im Jahr 2000 für fast 70 Mio. Euro im Zuge des sechsstreifigen Ausbaus auf eine 500 Meter lange Talbrücke verlegt, 18 Meter höher als früher.
- Im Sommer 1996 verunglückte an einem Freitagmittag ein Tanklastzug nahe der Elbüberquerung unweit von Dessau. Der nachfolgende Verkehr konnte aufgrund damals noch nicht wiederhergestellter Umfahrungsstrecken nur begrenzt umgeleitet werden. Die bei Coswig (Anhalt) gelegene Gierseilfähre im Zuge der damaligen B 107 war dem Andrang nicht gewachsen. Es kam zu Verzögerungen von über sieben Stunden. Erst gegen Abend normalisierte sich der Verkehrsfluss.
- Am 11. April 2003 wurde durch überhöhte Geschwindigkeit bei Schneefall und gleichzeitigem Sonnenschein in der Münchberger Senke erneut eine Massenkarambolage verursacht, bei der über 180 Autos ineinanderfuhren. Daraufhin wurde die Autobahn im Jahr 2005 in beiden Richtungen zwischen den Anschlussstellen Münchberg-Süd und Münchberg-Nord mit einer Streckenbeeinflussungsanlage ausgestattet.
- Am 3. Juli 2017 starben gegen 7 Uhr bei einem schweren Auffahrunfall zwischen den Anschlussstellen Münchberg-Süd und Gefrees in Richtung Nürnberg 18 Menschen. 30 weitere wurden zumeist schwer oder lebensgefährlich verletzt.[49] Ein Reisebus des niederländischen Herstellers VDL (Baujahr 2013) des Busunternehmens Reimann aus Löbau in Sachsen fuhr auf einen mit Betten beladenen LKW auf. Der Bereich des Fahrersitzes wurde um etwa 1,50 bis 2,00 Meter nach hinten verschoben und dadurch die vorne links eingebauten Batterien, ein 300-Liter-Dieseltank und Drucklufttanks zerstört.[50] Dadurch entstand sofort ein Großbrand. Der Reisebus und der LKW-Anhänger brannten völlig aus.[51]
- Am späten Abend des 20. Oktober 2019 starb bei Manching ein 22-jähriger Audi-Fahrer, als ein ebenfalls 22-Jähriger BMW-Fahrer auf der linken Spur auf das Heck des Audis auffuhr.[52] Das Landgericht Ingolstadt verurteilte den BMW-Fahrer unter anderem wegen verbotenen Kraftfahrzeugrennens mit Todesfolge zu einer Freiheitsstrafe von drei Jahren und vier Monaten. Der 4. Strafsenat des Bundesgerichtshofs hob das Urteil mit Beschluss vom 27. März 2024 indes bereits zum zweiten Mal auf, sodass die Sache erneut wird verhandelt werden müssen.[53]
- Am Morgen des 27. März 2024 kam ein Doppelstockbus des Anbieters Flixbus aus bisher ungeklärter Ursache südlich der Anschlussstelle Wiedemar von der Fahrbahn ab und kippte auf die Seite.[54] Vier der Insassen starben, sechs wurden schwer verletzt.[55]

## Sonstiges
- Am 9. August 1968 stürzte bei Langenbruck ein Passagierflugzeug der British Eagle International Airlines auf die Autobahn. Alle 48 Insassen kamen ums Leben.

- Nach langen Bemühungen wurden der Stadt Bayreuth im Mai 1998 die bereits seit 1994 beantragten touristischen Hinweistafeln an der Autobahn zugesagt.[56]
- Am Abend des 21. Dezember 2001 kam es in Oberfranken zu starkem Schneefall. Zwischen Bayreuth und der Landesgrenze zu Thüringen stauten sich die Autos in beiden Richtungen bei minus 13 Grad auf ca. 100 Kilometer. Vermutlich 100.000 Menschen saßen auf der A 9 in ihren Fahrzeugen fest. Am nächsten Morgen um 6:34 Uhr rief der Landkreis Bayreuth den Katastrophenfall aus. Um die Eingeschlossenen zu erreichen, wurden Schneemobile der Bergwacht und Soldaten der Bundeswehr eingesetzt. 1800 Personen wurden in Turnhallen nahegelegener Orte versorgt. Erst am Abend des 22. Dezember konnte der Katastrophenfall aufgehoben werden.[57]
- Zwischen den Anschlussstellen Marktschorgast und Himmelkron löste in der Nacht zum 23. Juni 2023 Starkregen eine Schlammlawine aus. Auf einer Länge von mehreren Hundert Metern wurde die Richtungsfahrbahn Berlin bis zu zehn Zentimeter hoch mit Schlamm und Schotter bedeckt, was zu deren Vollsperrung führte.[58]

## Film
- Autobahn Ost, Dokumentarfilm von Gerd Kroske, Deutschland 2004.